# ゲゲゲの鬼太郎
『ゲゲゲの鬼太郎』（ゲゲゲのきたろう）は、水木しげるの日本の漫画作品。また、それを原作とした一連の作品群の総称。妖怪のイメージを世間に浸透させた水木の代表作であり、「妖怪漫画」を一つのジャンルとして確立させた作品である。水木しげるの貸本漫画である『墓場鬼太郎』（はかばきたろう）についても取り上げる。

## 概要
墓場から生まれた幽霊族の少年・鬼太郎が多種多様な妖怪たちと繰り広げる物語。1954年の紙芝居から始まり、漫画、アニメ、映画、小説、ドラマ、ゲーム、舞台など、半世紀以上に亘って様々な関連作品が作られ続けている。
漫画作品は、貸本を経て1965年から数多くのシリーズが描かれ、幼年誌から青年誌まで幅広く掲載された。連載当初のタイトルは『墓場の鬼太郎』であったが、アニメ化に伴い改題。怪奇色の強かった内容も鬼太郎と妖怪の対決路線へと徐々に変化し、鬼太郎は正義のヒーロー然としての側面が強くなっていった。なお、「ゲゲゲ」の由来は、水木が幼いころに自分の名前を「しげる」と言えずに「ゲゲル」「ゲゲ」と言っていたことから着想したものである。単行本はこれまで幾度も出版されているが、出版社ごとに収録内容が異なっており、『水木しげる漫画大全集』で初めて全ての作品が収められた。
テレビアニメ版はこれまでに4回のリブート・6度のアニメ放映をしており、特に1回目（第1シリーズ）のアニメ化は初の「妖怪ブーム」を巻き起こした。
漫画作品は第25回（1996年度）日本漫画家協会賞・文部大臣賞を受賞。また、テレビアニメ第6シリーズは第57回ギャラクシー賞にて、アニメ史上初となる特別賞を受賞したほか、映画『鬼太郎誕生 ゲゲゲの謎』は第47回日本アカデミー賞・優秀アニメーション作品賞を受賞した。

## 歴史

### 誕生の経緯
1933年（昭和8年）から1935年（昭和10年）ごろにかけて、民話の『子育て幽霊』を脚色した『ハカバキタロー（墓場奇太郎）』（原作：伊藤正美、作画：辰巳恵洋）という紙芝居が存在し、『黄金バット』をも凌ぐほどの人気であった。
1954年（昭和29年）、紙芝居の貸元である阪神画劇社と紙芝居作者として契約していた水木は、同社社長・鈴木勝丸に前述のハカバキタローを題材にした作品を描くよう勧められた。作者承諾の上で、水木はオリジナルの紙芝居物語「墓場の鬼太郎」として、『蛇人』『空手鬼太郎』『ガロア』『幽霊の手』の4作を仕立てた。これが鬼太郎シリーズの原点である。
しかしながら、奇抜な展開で評判を呼んだ『空手鬼太郎』を除き、鬼太郎シリーズはそれほど人気が出ず、それ以降は製作されなかった。この水木版紙芝居の鬼太郎作品は現存しないが、伊藤版の一部は加太こうじの『紙芝居昭和史』などの書籍で部分的に見ることができる。ちなみに鬼太郎が墓場から生まれた片目の子供という設定（『蛇人』より）と目玉おやじの登場（『空手鬼太郎』より）はこのころからである。
その後、貸本漫画家に転身した水木は、1960年（昭和35年）に兎月書房発行の怪奇短編漫画雑誌『妖奇伝』に「幽霊一家」を発表。ここで現在の鬼太郎の基礎が定まる。この時期の鬼太郎はまだ人間の味方ではなく、関わった人々に怪奇な結末をもたらす不吉な少年という位置づけだった。『妖奇伝』第2号には第2作「幽霊一家 墓場鬼太郎」が掲載されるが『妖奇伝』は一般には全く人気が出ず廃刊になった。ただ、鬼太郎シリーズは熱心な読者からのファンレターがあり、同年に同じく兎月書房から『墓場鬼太郎』と題した怪奇短編漫画雑誌上で、「地獄の片道切符」（第1巻）「下宿屋」（第2巻）「あう時はいつも死人」（第3巻）などのシリーズ諸作が発表された。「下宿屋」ではねずみ男がシリーズに初登場している。
それまで水木は兎月書房の専属に近い形だったが、経営難の兎月書房からは原稿料が一切支払われなくなり、憤慨した水木は長井勝一の三洋社（後の青林堂）に移籍。『鬼太郎夜話』シリーズ「吸血木と猫娘」「地獄の散歩道」「水神様が町にやってきた」「顔の中の敵」を順次発表した。以前に書いた「幽霊一家」から「顔の中の敵」までは一連の物語になっており、後年、『ガロ』版「鬼太郎の誕生」および「鬼太郎夜話」としてリメイクされている。しかし、5冊目「カメ男の巻」を出す段階で三洋社の社長が病気で倒れて緊急入院し、その混乱のなかで原稿が行方不明となり、「カメ男の巻」は幻の作品となってしまった。
一方、兎月書房は『墓場鬼太郎』の続編を竹内寛行に切り換え、中断した『墓場鬼太郎』を第4巻から第19巻まで書き継がせた（後述）。やがて水木は兎月書房と和解し、1962年（昭和37年）には読切作品『怪奇一番勝負』『霧の中のジョニー』を描く。しかしその後、兎月書房も倒産。水木は1964年（昭和39年）に佐藤プロで、読み切り作品『おかしな奴』『ボクは新入生』『アホな男』を発行。しかし売れ行きが伸びず佐藤プロは鬼太郎シリーズの刊行を断念。桜井昌一の東考社が後を引き継ぎ『霧の中のジョニー』の続編と予定されていた『ないしょの話』を発行した。なお、鬼太郎はこのころには、後の少年誌に登場する親しみやすいキャラクターへと変貌している。

### メジャー化
1965年（昭和40年）、『週刊少年マガジン』（講談社）はともに創刊5年目のライバル誌『週刊少年サンデー』（小学館）に約20万部の発行部数の差をつけられていた。この責任を取って前編集長は辞任、困った編集部の内田勝は急遽、貸本世界で活躍していた水木に白羽の矢を立てた。こうして『週刊少年マガジン』で「墓場の鬼太郎」の「手」が読み切り掲載される。当初は不定期掲載で人気も出ず、3話で打ち切りを検討された。しかしながら、夏休みが終わる時期に、当時の貸本読者や大学生たちからの激励の葉書が届き、打ち切りは回避された。
当時、『週刊少年マガジン』の編集長だった内田勝の著書『「奇」の発想』によると、『鬼太郎』はずっと読者投票の最下位で、人気獲得のためにアニメ化しようとも試みられたが困難を極め、友人である東映の渡邊亮徳（当時の東映常務取締役テレビ事業部長）に相談したところ、「妖怪もので、タイトルが墓場ではちょっと……スポンサーが付かないから、時間をかけてじっくりと行きましょう」と説得された（結果として『悪魔くん』の実写ドラマ化が先行）。
『悪魔くん』の成功により、水木しげるが人気作家になったため、1967年（昭和42年）からは正式な連載作品となる。内容も「怪奇物語」から「正義の鬼太郎が悪い妖怪を退治する」という少年誌向けの内容に変化。徐々に人気を増していった。妖怪という言葉がひんぱんに用いられるようになったのもこのころからである（貸本時代にはほとんど使われていなかった）。貸本時代の作品のリメイクも多く、「霧の中のジョニー」を「吸血鬼エリート」に、「おかしな奴」を「陰摩羅鬼」に、「ボクは新入生」を「朧車」に、「ないしょの話」を「大海獣」にと、多少内容をアレンジして再執筆している。また怪獣映画さながらの「大海獣」や「妖怪獣」、「毛羽毛現」の恐竜、「白山坊」のモスラのような容姿の巨大蛾などが登場するのもこの時期の特色である。なお「妖怪大戦争」の回では、後に主要メンバーとなる、砂かけ婆、子泣き爺、一反木綿、ぬりかべが鬼太郎の仲間として初めて登場する。
やがて安定した人気を得た本作品は1968年（昭和43年）に、タイトルを『墓場の鬼太郎』から『ゲゲゲの鬼太郎』に変更することでスポンサーの了解を得て、テレビアニメ化を果たす。それに合わせて1967年（昭和42年）に『週刊少年マガジン』11月12日号から作品名を『ゲゲゲの鬼太郎』と改題された。また、アニメ化に伴って少年漫画誌のみならず講談社の『ぼくら』や『たのしい幼稚園』などの幼年誌でも鬼太郎は子供たちのヒーローとして活躍する一方、貸本時代からのファンや青年向けの作品にも登場し、1968年（昭和43年）は鬼太郎作品を5誌に亘って連載していた。
『月刊漫画ガロ』（青林堂）では「鬼太郎の誕生」の掲載を経て、「鬼太郎夜話」を連載。両作とも貸本時代に描かれた作品を、一部ストーリーやデザインを変更して新たに描き直したものである。そして、『月刊宝石』（光文社）ではベトナム戦争を題材にした「鬼太郎のベトナム戦記」を連載。ベトコンに味方した鬼太郎ら妖怪軍が米軍と戦うというストーリーであるが、原案として参加した佐々木守と福田善之が思想的な部分を手伝っている。
1969年（昭和44年）、人気絶頂の最中に『少年マガジン』の連載が終了。翌1970年（昭和45年）の『別冊少年マガジン』7月号では、連載が終了した作品の主人公を描く「その後のまんがスター」という企画があり、南方に渡って最後は平和に暮らす鬼太郎という「その後のゲゲゲの鬼太郎」が掲載された。

### 長期シリーズ化
連載やアニメの終了後も人気は衰えず、1971年（昭和46年）に再びテレビアニメ化されたことに合わせて、『週刊少年サンデー』（小学館）で新作が描かれた。今シリーズの鬼太郎は、砂かけ婆の経営する妖怪アパートの住人として描かれ、鬼太郎ファミリーのメンバーがこれまでよりも増えている。また、『少年マガジン』でゲスト妖怪として登場していた猫娘と設定は同様であるが、容姿が微妙に違う猫子というキャラクターをレギュラーとして登場させている。なお、当時は小学館の『よいこ』『幼稚園』『小学一年生』などの学習雑誌での連載も加わり、7誌同時にそれぞれ別の鬼太郎作品を発表していた。
『少年サンデー』版の最終話では、鬼太郎がヤカンズルに飲み込まれ7年は出て来られないとして終わっているが、2年後の1973年（昭和48年）には『いんなあとりっぷ』（仏の世界社）で「鬼太郎とねずみ男」の連載が始まる。このシリーズは短期連載で終わるが、風刺色の強い作品でありオールカラーで描かれた。
翌1974年（昭和49年）には描き下ろし長編『死神大戦記』が学習研究社から「日本の妖異」シリーズとして上・下巻で発行。『往生要集』を下にした作品であり、宮田雪が脚色担当として参加している。今作は「その後のゲゲゲの鬼太郎」の続編として描かれ、水木しげると共に鬼太郎が地獄を舞台にして妖怪と戦うストーリーである。
1976年（昭和51年）には『週刊少年アクション』（双葉社）で「鬼太郎の世界お化け旅行」の連載が始まり、鬼太郎ファミリーが世界の妖怪を相手に活躍する姿が描かれた。なお、今作の鬼太郎は野球帽を被っている設定。また、1976年から1977年（昭和52年）に掛けては「鬼太郎対悪魔くん」、「妖怪ロッキード」などの、単発の読み切り作品も幾つか発表された。
そして、1977年から1978年（昭和53年）に掛けては『週刊実話』（日本ジャーナル出版）での連載が約1年半続く。同誌では3作品が発表され、1作目は「続ゲゲゲの鬼太郎」を連載。高校生になった鬼太郎の話であり、これまでのチャンチャンコをやめて縞模様のセーターを着用している。鬼太郎シリーズの中では特に異色作であり、内容的には青年向けに描かれている。当時の『週刊実話』編集者によると、かつて子供が人気を支えた鬼太郎を青年誌に連載することには不安があったようであるが、「当時の水木ファンたちは今や大学生や社会人になっている。読者もきっと分かってくれるはずだ」という意見もあり、鬼太郎を大人の世界で活躍させることになったという。また、当時の水木はこれまでのヒーロー的な鬼太郎からの脱却を試みていた背景もあり、この話にかなり意欲的に取り組んでいる。しかし、後に水木は「鬼太郎にセックスを持ち込んだのは失敗だった」と回想しており、『週刊実話』2作目の「新ゲゲゲの鬼太郎 スポーツ狂時代」では軌道修正を行っている。今作は、超能力を奪われた鬼太郎が相撲界で活躍する「相撲の巻」、墓の下高校の野球部に入部した鬼太郎が妖怪チームで甲子園を目指す「野球狂の巻」の2話で構成された水木独特のスポーツ漫画である。そして、『週刊実話』3作目の「新ゲゲゲの鬼太郎」では再び軌道修正が行われ、かつてのような少年姿の鬼太郎が妖怪と戦う姿が描かれている。また、SFの要素が加わったことで宇宙人との対決が多くなり、青年向けの描写は控えめになっている。なお、1977年は『週刊実話』の連載と同時期に『漫画サンデー』（実業之日本社）で「ゲゲゲの鬼太郎 挑戦シリーズ」の連載も始まっている。今作は「UFOの秘密」、「太古の秘密」、「地上絵（ナスカ）の秘密」の3話構成で、『週刊実話』同様に青年向けの作品となっている。この時期の鬼太郎シリーズは当時の雑誌にて、総じて迷走していたように「何処へ行く鬼太郎」などと特集されてもいた。
その後は『週刊少年マガジン』での読み切り作品「海坊主先生」を挟み、1980年（昭和55年）に『月刊DONDON』（日本ジャーナル出版）の短編漫画「大ボラ鬼太郎」を短期連載する。そして同年、『月刊少年ポピー』（少年画報社）で「雪姫ちゃんとゲゲゲの鬼太郎」の連載が始まり、再び少年誌で鬼太郎が描かれる。今作は鬼太郎の妹・雪姫をメインにした作品であり、雪姫が登場する唯一の作品である。不思議な力で鬼太郎のピンチを救うなど徐々に成長する雪姫だったが、掲載誌の廃刊により連載は終わってしまう。

### その後の動向

新レギュラーとして登場した「シーサー」
水木しげるロードに設置されている小さな青銅製オブジェ。

1980年（昭和55年）以降も、総じて1980年代前半は低迷気味であったものの、1971年（昭和46年）に放送されていたアニメ第2シリーズが地方でも夕方に再放送を繰り返し、また、夏休みや冬休みにも午前中にアニメ第2シリーズの再放送が定番化されるなど、完全に人気が衰えることもなく、当時の子供たちの間でも鬼太郎の存在は認知されていた。そういった状況を経た80年代半ばの1985年（昭和60年）夏に、フジテレビの「月曜ドラマランド」で実写版『ゲゲゲの鬼太郎』が放映され、同年の10月からはアニメ第3シリーズが開始することとなった。玩具メーカーや出版社とのタイアップ、原作の現代風アレンジなどで、本シリーズは大人気を博し、鬼太郎の作品としての知名度は1960年代・1970年代以上に一気に上昇した。漫画作品はアニメ化に合わせて『コミックボンボン』（講談社）で「最新版ゲゲゲの鬼太郎」の連載が開始。妖怪の総大将ぬらりひょんと鬼太郎ファミリーとの対決色を前面に出した作品であるが、今作は水木自身の筆ではなく水木プロによる作画作品である。なお、単行本は第20話までを収録した第4巻まで発行されたが、21話以降を残し発行は中断。現在（2020年時点）、単行本は絶版し復刻などもされていない。
その後、『週刊少年マガジン』で「新編ゲゲゲの鬼太郎」の連載も始まる。一時期迷走していた鬼太郎シリーズであるが、鬼太郎が毎回新たな妖怪と対決する従来の路線に戻したシリーズであり、アニメ同様に仲間の妖怪たちの活躍が増えたシリーズでもある。また、このころには新レギュラーとしてシーサーが登場する。アニメ版が長期化したことから、掲載されたばかりの新作も逐一アニメ化されていき、シーサーもアニメレギュラーキャラクターとして取り上げられた。そして、約1年後には掲載誌を『月刊少年マガジン』（講談社）へ移し、「ゲゲゲの鬼太郎 鬼太郎地獄編」が連載された。鬼太郎たちが地獄へと旅する物語であり、鬼太郎の母や、ねずみ男の一族も登場する。
アニメ終了後も以前第3シリーズの再放送が繰り返されて人気は衰えず、1990年（平成2年）からは『コミックボンボン』で「鬼太郎国盗り物語」の連載が始まり、1992年（平成4年）からは『デラックスボンボン』（講談社）へ掲載誌を移行。地上侵略を狙う地下帝国ムーとの戦いを描いており、勧善懲悪のわかりやすいストーリーながら、当時のバブル時代の社会風刺を上手くからめた作品となった。これを機にボンボン版を元にした前第3シリーズの続編としての4度目のアニメ化の話が持ち上がり『テレビマガジン』（講談社）でも特集や絵物語の連載が始まったが、諸般の事情によりアニメ化は流れた。
1996年（平成8年）、子供たちの間に学校の怪談ブームが起こったことを機に、再び原点回帰にアレンジされた4度目のアニメ化が実現した。これに合わせて各誌で特集や連載が始まるがアニメ絵中心であり、原作の漫画作品は発表されなかった。水木作品としては『コミックボンボン』で「ゲゲゲの鬼太郎スペシャル 妖怪百戦」という絵物語が連載され、鬼太郎ファミリーが世界の妖怪と戦う姿を、妖怪図鑑も兼ねた構成で描かれた。
1996年には新シリーズ「鬼太郎霊団」の第1話が『ビッグゴールド』（小学館）に掲載される。これまでの鬼太郎ファミリーを鬼太郎霊団と名付け、地球上のバランスを保つために、よい霊の指示に従って行動するという新たな設定の作品であるが、キャラクター版権の都合で1回で休止。第2話は、明くる1997年（平成9年）に『漫画サンデー』で2回に分けて掲載された。1998年（平成10年）でアニメ第4シリーズは一旦終了するが、その後も水木しげるの画業50周年記念に伴う数々の復刻書籍や、水木が荒俣宏・京極夏彦らと角川書店との連携で『世界妖怪協会』を立ち上げたことで、鬼太郎と妖怪の書籍方面でのメディア特集は続いた。
そうした人気と特集などの活動は2000年代になってからも続き、水木の生誕80周年記念に鬼太郎アニメ化や実写映画など複数の企画が各方面で考えられ、2006年（平成18年）にこれまでのアニメシリーズがDVD-BOXにて販売されたことで、2007年（平成19年）4月に初の実写映画が公開され興行的にも大ヒットとなる。そして時を同じくしてアニメ第5シリーズが開始。これに併せて描き下ろしの絵本シリーズの出版や、他の作家による『コミックボンボン』などでの漫画連載は行われたが、水木による新たな原作のシリーズは発表されなかった。5期のイラストは自伝漫画「神秘家水木しげる伝『私はゲゲゲ』」で描かれ、「大好評である。まったく鬼太郎は福の神だねえ」と喜びのコメントをしている。
長らく作品が発表されていなかったが、2013年（平成25年）に発行された『水木しげる漫画大全集』（講談社）別巻に、描き下ろし新作「妖怪小学校」が収録される。鬼太郎シリーズの貸本版と雑誌版の間を繋ぐストーリーが描かれた。また、『月刊少年ライバル』（講談社）にも特別読み切り「ねずみ猫の巻」が掲載されるなど、立て続けに新作が発表された。

### 水木しげる逝去後
2015年（平成27年）に水木が逝去し、水木が直接描く『ゲゲゲの鬼太郎』は一旦未完結扱いとなるが、各種イベントやグッズなどのために水木プロがイラストなどを描き下ろすことは続く。
2009年（平成21年）にアニメ第5シリーズが終了した後は長らく大きな動きは無かったアニメ関連も、2017年（平成29年）の年末年始アニメ映画『映画 妖怪ウォッチ シャドウサイド 鬼王の復活』に鬼太郎が客演、翌2018年（平成30年）にはアニメ第1作放送開始から50周年を迎えたことを記念して「新プロジェクト」が立ち上がり、同年4月からアニメ第6シリーズが開始した。
アニメ第6シリーズも大人気を博し、同じく2018年には、季節ごとに刊行されることとなった『ゲゲゲの鬼太郎総集編』（講談社）の夏号で、水木の生前の構想を基に水木プロが発展させて描き下ろした新作「岩戸のガマ坊主」が掲載され、水木の逝去後も原作の『ゲゲゲの鬼太郎』は水木プロが受け継いで続くこととなった。また、第5シリーズ時と同様に他の作家による漫画連載も『別冊コロコロコミック』（小学館）で行われることとなった。『コミック乱ツインズ』（リイド社）2019年（平成31年）1月号では、 江戸時代を舞台に鬼太郎ファミリーが活躍する、鬼太郎シリーズ初の時代劇コミック「決戦 愛宕山」が、水木プロ描き下ろし新作漫画として掲載された。

## 掲載誌
水木しげる、および水木プロによる作画作品（漫画、絵物語など）を記載。他の作家による作品は（後述）。

### 水木しげる作品
- 週刊少年マガジン
  - 1965年32号 - 1966年41号 「墓場の鬼太郎」 （不定期掲載、1966年15号-26号間は集中連載）
  - 1967年19号 - 1969年13号 「墓場の鬼太郎」→「ゲゲゲの鬼太郎」 （1967年46号から改題）
  - 1978年13号 「帰ってきたヒーロー 墓場の鬼太郎」 （特別読切・海坊主先生）
  - 1986年21号 - 1987年19号 「新編ゲゲゲの鬼太郎」
- 別冊少年マガジン（季刊） ： 1966年1月 - 1969年1月
- 月刊漫画ガロ
  - 1966年3月号 「鬼太郎の誕生」
  - 1967年6月号 - 1969年4月号 「鬼太郎夜話」 - 貸本版「鬼太郎夜話」のリメイク作品で『少年マガジン』版と並行して連載された。
- 月刊ぼくら ： 1968年4月号 - 1969年4月号 （絵物語）
- たのしい幼稚園 （漫画・絵物語）
  - 1968年10月号 - 1969年11月号
  - 増刊号 ： 1968年12月、1969年2月、1969年8月、1969年9月、1971年8月
- 月刊宝石 ： 1968年7月号 - 12月号 「鬼太郎のベトナム戦記」
- 月刊別冊少年マガジン
  - 1969年4月号 - 7月号
  - 1970年7月号 「その後のゲゲゲの鬼太郎」
- 東京スポーツ ： 1971年7月26日、10月4日、12月27日 「東スポまんが展」
- 週刊少年サンデー ： 1971年40号 - 1971年53号
- 小学館の学習雑誌 - 既存の原作をアレンジした漫画や絵物語を雑誌毎に連載。一部、完全な新作漫画も掲載された。
  - よいこ ： 1971年10月号 - 1972年3月号 「てれびまんがゲゲゲの鬼太郎」
  - 幼稚園 ： 1971年10月号 - 1972年4月号 「てれびまんがゲゲゲの鬼太郎」
  - 小学一年生 ： 1971年9月号 - 1972年11月号、1972年新年増刊号
  - 小学二年生 ： 1971年9月号 - 1972年11月号
  - 小学三年生 ： 1971年10月号 - 1972年3月号 （4月号から妖怪画報に変更）
  - 小学四年生 ： 1971年10月号 - 1972年11月号 「テレビ絵物語ゲゲゲの鬼太郎」
- いんなあとりっぷ ： 1973年8月号 - 10月号 「鬼太郎とねずみ男」
- 少年アクション ： 1976年2号 - 17号 「鬼太郎の世界お化け旅行」
- 月刊少年ジャンプ ： 1976年7月号 「鬼太郎対悪魔くん」 （初出は「新作 悪魔くん 悪をほろぼせ!!の巻」）
- プレイコミック ： 1976年11月25日号 「墓場の鬼太郎 妖怪ロッキード」
- グラフィケーション ： 1977年3月号 「三味線猫のなげき」
- 小説マガジン ： 1977年7月号 「ゲゲゲの鬼太郎 蓮華王国」
- 週刊実話
  - 1977年26号 - 48号 「続ゲゲゲの鬼太郎」
  - 1978年1号 - 23号 「新ゲゲゲの鬼太郎 スポーツ狂時代」
  - 1978年24号 - 46号 「新ゲゲゲの鬼太郎」
- 週刊漫画サンデー
  - 1977年8月16日号 - 12月13日号 「ゲゲゲの鬼太郎挑戦シリーズ」
  - 1997年3月4日号 - 3月11日号 「セクハラ妖怪いやみ」 （「鬼太郎霊団」 第二話）
- 月刊DONDON ： 1980年4月18日号 - 6月27日号 「大ボラ鬼太郎」
- 月刊少年ポピー ： 1980年8月号 - 1981年6月号 「雪姫ちゃんとゲゲゲの鬼太郎」
- 月刊丸 ： 1982年7月号 「のらくろ大戦争」
- コミックボンボン
  - 1985年12月30日 冬の増刊号 「ゲゲゲの鬼太郎 特別編」
  - 1990年11月号 - 1992年3月号 「鬼太郎国盗り物語」
  - 1996年7月号 - 1998年4月号 「ゲゲゲの鬼太郎スペシャル妖怪百戦」 （絵物語）
- 月刊少年マガジン ： 1987年6月号 - 9月号 「ゲゲゲの鬼太郎 鬼太郎地獄編」
- スーパーボンボン ： 1987年8月30日号 「最新版ゲゲゲの鬼太郎」 （幽霊大戦争の巻）
- テレビマガジン ： 1992年2月号 - 1994年12月号 「ゲゲゲの鬼太郎 妖怪ふしぎ話」 （絵物語）
- デラックスボンボン ： 1992年5月号 - 1993年3月号 「鬼太郎国盗り物語」
- ビッグゴールド ： 1996年2月号 「鬼太郎霊団」
- 月刊少年ライバル ： 2014年2月号 「ねずみ猫の巻」

#### 描き下ろし
- 墓場鬼太郎シリーズ 全15巻（貸本版）
- 死神大戦記 全2巻（学研、日本の妖異） ： 1974年9月、12月
- 水木しげるのおばけ学校 全12巻[注 6] （ポプラ社、絵本） ： 1980年6月 - 1983年12月
- 鬼太郎の地獄めぐり （小学館、鬼太郎の天国・地獄入門） ： 1985年7月
- ゲゲゲの鬼太郎おばけのくに 全8巻 （ポプラ社、絵本） ： 1987年7月 - 1988年7月
- 水木しげるのふしぎ妖怪ばなし 全8巻 （メディアファクトリー、絵本） ： 2007年11月 - 2009年12月
- 税ってなんだ？（全国法人会総連合、無料配布冊子） ： 2007年
- 墓場の鬼太郎　妖怪小学校（講談社、水木しげる漫画大全集） ： 2013年11月

### 水木プロダクション作品
- 1985年9月号 - 1987年8月号 「最新版ゲゲゲの鬼太郎」（コミックボンボンでの水木プロダクション連載作品）
- 岩戸のガマ坊主（講談社、「ゲゲゲの鬼太郎総集編」） ： 2018年夏号 （水木プロダクション描き下ろし漫画）
- コミック乱ツインズ ： 2019年1月号 「決戦 愛宕山」（水木プロダクション描き下ろし漫画）

## 主なエピソード
水木しげるによる鬼太郎シリーズ作画作品のエピソードのうち一部を記述。数多くの出版社で発表された鬼太郎シリーズの膨大な作品のうち、ここでは、アニメ化された貸本版「墓場鬼太郎」、「鬼太郎地獄編」、ゲゲゲの鬼太郎のアニメシリーズのエピソードの元になる1960年代「少年マガジン版」、「少年サンデー版」のエピソードを記述。

### 墓場鬼太郎（貸本版）
1960年代の貸本漫画。2008年にアニメ化。
| 出版社   | 発表年 | タイトル                   | 発表誌              |
| -------- | ------ | -------------------------- | ------------------- |
| 兎月書房 | 1960年 | 幽霊一家                   | 妖奇伝              |
| 兎月書房 | 1960年 | 幽霊一家・墓場鬼太郎       | 妖奇伝              |
| 兎月書房 | 1960年 | 地獄の片道切符             | 墓場鬼太郎          |
| 兎月書房 | 1960年 | 下宿屋                     | 墓場鬼太郎2         |
| 兎月書房 | 1960年 | あう時はいつも死人         | 墓場鬼太郎3         |
| 三洋社   | 1960年 | 吸血鬼と猫娘               | 鬼太郎夜話1         |
| 三洋社   | 1961年 | 地獄の散歩道               | 鬼太郎夜話2         |
| 三洋社   | 1961年 | 水神様が町へやってきた     | 鬼太郎夜話3         |
| 三洋社   | 1961年 | 顔の中の敵                 | 鬼太郎夜話4         |
| 兎月書房 | 1962年 | 怪奇一番勝負               | 墓場鬼太郎シリーズ1 |
| 兎月書房 | 1962年 | 霧の中のジョニー           | 墓場鬼太郎シリーズ2 |
| 佐藤プロ | 1964年 | おかしな奴                 | 墓場鬼太郎シリーズ  |
| 佐藤プロ | 1964年 | ボクは新入生               | 墓場鬼太郎シリーズ  |
| 佐藤プロ | 1964年 | 怪奇オリンピック・アホな男 | 墓場鬼太郎シリーズ  |
| 東考社   | 1964年 | ないしょの話               | 墓場鬼太郎長編読切  |

竹内寛行版『墓場鬼太郎』（兎月書房刊）は「#派生漫画作品」を参照。

### 墓場の鬼太郎→ゲゲゲの鬼太郎（1960年代少年マガジン版）
1960年代に週刊少年マガジン又は別冊少年マガジンにて掲載された作品。アニメ化に伴い、途中で「墓場の鬼太郎」から「ゲゲゲの鬼太郎」へ改題された。ゲゲゲの鬼太郎アニメシリーズにおいて扱われることがある。
| 掲載誌         | 発表日              | エピソード名                         | 主な収録書籍 |
| 墓場の鬼太郎   | 墓場の鬼太郎        | 墓場の鬼太郎                         | 墓場の鬼太郎 |
| -------------- | ------------------- | ------------------------------------ | --- |
| 週刊           | 1965年 8月1日       | 手                                   | - 講談社『水木しげる漫画大全集(029) ゲゲゲの鬼太郎(1)』 - 講談社漫画文庫『ゲゲゲの鬼太郎(1) 少年マガジン/オリジナル版』 - 講談社コミッククリエイトコミック『ゲゲゲの鬼太郎(1)』                                                              |
| 週刊           | 9月12日             | 夜叉                                 | - 講談社『水木しげる漫画大全集(029) ゲゲゲの鬼太郎(1)』 - 講談社漫画文庫『ゲゲゲの鬼太郎(1) 少年マガジン/オリジナル版』 - 講談社コミッククリエイトコミック『ゲゲゲの鬼太郎(2)』                                                              |
| 週刊           | 10月10日            | 地獄流し                             | - 講談社『水木しげる漫画大全集(029) ゲゲゲの鬼太郎(1)』 - 講談社漫画文庫『ゲゲゲの鬼太郎(1) 少年マガジン/オリジナル版』 - 講談社コミッククリエイトコミック『ゲゲゲの鬼太郎(1)』                                                              |
| 週刊           | 10月24日 - 10月31日 | 猫仙人                               | - 講談社『水木しげる漫画大全集(029) ゲゲゲの鬼太郎(1)』 - 講談社漫画文庫『ゲゲゲの鬼太郎(1) 少年マガジン/オリジナル版』 - 講談社コミッククリエイトコミック『ゲゲゲの鬼太郎(1)』                                                              |
| 週刊           | 11月7日             | おばけナイター                       | - 講談社『水木しげる漫画大全集(029) ゲゲゲの鬼太郎(1)』 - 講談社漫画文庫『ゲゲゲの鬼太郎(1) 少年マガジン/オリジナル版』 - 講談社コミッククリエイトコミック『ゲゲゲの鬼太郎(2)』                                                              |
| 別冊           | 1966年 1月15日      | 水虎                                 | - 講談社『水木しげる漫画大全集(029) ゲゲゲの鬼太郎(1)』 - 講談社漫画文庫『ゲゲゲの鬼太郎(1) 少年マガジン/オリジナル版』 - 講談社コミッククリエイトコミック『ゲゲゲの鬼太郎(2)』                                                              |
| 週刊           | 4月3日              | 吸血木                               | - 講談社『水木しげる漫画大全集(029) ゲゲゲの鬼太郎(1)』 - 講談社漫画文庫『ゲゲゲの鬼太郎(1) 少年マガジン/オリジナル版』 - 講談社コミッククリエイトコミック『ゲゲゲの鬼太郎(2)』                                                              |
| 別冊           | 4月15日             | ゆうれい電車                         | - 講談社『水木しげる漫画大全集(029) ゲゲゲの鬼太郎(1)』 - 講談社漫画文庫『ゲゲゲの鬼太郎(1) 少年マガジン/オリジナル版』 - 講談社コミッククリエイトコミック『ゲゲゲの鬼太郎(2)』                                                              |
| 週刊           | 4月17日 - 5月8日    | 妖怪大戦争                           | - 講談社『水木しげる漫画大全集(029) ゲゲゲの鬼太郎(1)』 - 講談社漫画文庫『ゲゲゲの鬼太郎(1) 少年マガジン/オリジナル版』 - 講談社コミッククリエイトコミック『ゲゲゲの鬼太郎(2)』                                                              |
| 週刊           | 5月15日 - 7月3日    | 大海獣                               | - 講談社『水木しげる漫画大全集(029) ゲゲゲの鬼太郎(1)』 - 講談社漫画文庫『ゲゲゲの鬼太郎(1) 少年マガジン/オリジナル版』 - 講談社コミッククリエイトコミック『ゲゲゲの鬼太郎(2)-(3)』                                                          |
| 別冊           | 8月15日             | だるま                               | - 講談社『水木しげる漫画大全集(029) ゲゲゲの鬼太郎(1)』 - 講談社漫画文庫『ゲゲゲの鬼太郎(1) 少年マガジン/オリジナル版』 - 講談社コミッククリエイトコミック『ゲゲゲの鬼太郎(3)』                                                              |
| 週刊           | 10月9日 - 10月16日  | 妖怪城                               | - 講談社『水木しげる漫画大全集(029) ゲゲゲの鬼太郎(1)』 - 講談社漫画文庫『ゲゲゲの鬼太郎(1) 少年マガジン/オリジナル版』 - 講談社コミッククリエイトコミック『ゲゲゲの鬼太郎(3)』                                                              |
| 別冊           | 1967年 4月1日       | 鏡爺                                 | - 講談社『水木しげる漫画大全集(030) ゲゲゲの鬼太郎(2)』 - 講談社漫画文庫『ゲゲゲの鬼太郎(1) 少年マガジン/オリジナル版』 - 講談社コミッククリエイトコミック『ゲゲゲの鬼太郎(3)』                                                              |
| 週刊           | 5月7日 - 6月25日    | 吸血鬼エリート                       | - 講談社『水木しげる漫画大全集(030) ゲゲゲの鬼太郎(2)』 - 講談社漫画文庫『ゲゲゲの鬼太郎(2) 少年マガジン/オリジナル版』 - 講談社コミッククリエイトコミック『ゲゲゲの鬼太郎(3)-(4)』                                                          |
| 週刊           | 7月2日 - 9月3日     | 妖怪獣                               | - 講談社『水木しげる漫画大全集(030) ゲゲゲの鬼太郎(2)』 - 講談社漫画文庫『ゲゲゲの鬼太郎(2) 少年マガジン/オリジナル版』 - 講談社コミッククリエイトコミック『ゲゲゲの鬼太郎(4)-(5)』                                                          |
| 別冊           | 9月1日              | 猫娘とねずみ男                       | - 講談社『水木しげる漫画大全集(030) ゲゲゲの鬼太郎(2)』 - 講談社漫画文庫『ゲゲゲの鬼太郎(2) 少年マガジン/オリジナル版』 - 講談社コミッククリエイトコミック『ゲゲゲの鬼太郎(12)』                                                             |
| 週刊           | 9月10日 - 9月24日   | 見上げ入道                           | - 講談社『水木しげる漫画大全集(030) ゲゲゲの鬼太郎(2)』 - 講談社漫画文庫『ゲゲゲの鬼太郎(2) 少年マガジン/オリジナル版』 - 講談社コミッククリエイトコミック『ゲゲゲの鬼太郎(5)』                                                              |
| 週刊           | 10月1日 - 10月8日   | 妖怪ぬらりひょん（ぬらりひょん）     | - 講談社『水木しげる漫画大全集(030) ゲゲゲの鬼太郎(2)』 - 講談社漫画文庫『ゲゲゲの鬼太郎(2) 少年マガジン/オリジナル版』 - 講談社コミッククリエイトコミック『ゲゲゲの鬼太郎(5)』                                                              |
| 別冊           | 11月1日             | 魔女人形（絵物語）                   | - 講談社『水木しげる漫画大全集(030) ゲゲゲの鬼太郎(2)』 - 講談社漫画文庫『ゲゲゲの鬼太郎(4) 少年マガジン/オリジナル版』 |
| ゲゲゲの鬼太郎 |                     |                                      | |
| 週刊           | 11月12日            | 妖怪毛羽毛現（毛羽毛現）             | - 講談社『水木しげる漫画大全集(031) ゲゲゲの鬼太郎(3)』 - 講談社漫画文庫『ゲゲゲの鬼太郎(2) 少年マガジン/オリジナル版』 - 講談社コミッククリエイトコミック『ゲゲゲの鬼太郎(5)』                                                              |
| 週刊           | 11月19日            | 峠の妖怪                             | - 講談社『水木しげる漫画大全集(031) ゲゲゲの鬼太郎(3)』 - 講談社漫画文庫『ゲゲゲの鬼太郎(2) 少年マガジン/オリジナル版』 - 講談社コミッククリエイトコミック『ゲゲゲの鬼太郎(5)』                                                              |
| 週刊           | 11月26日            | 電気妖怪                             | - 講談社『水木しげる漫画大全集(031) ゲゲゲの鬼太郎(3)』 - 講談社漫画文庫『ゲゲゲの鬼太郎(2) 少年マガジン/オリジナル版』 - 講談社コミッククリエイトコミック『ゲゲゲの鬼太郎(5)』                                                              |
| 週刊           | 12月3日             | ダイヤモンド妖怪                     | - 講談社『水木しげる漫画大全集(031) ゲゲゲの鬼太郎(3)』 - 講談社漫画文庫『ゲゲゲの鬼太郎(3) 少年マガジン/オリジナル版』 - 講談社コミッククリエイトコミック『ゲゲゲの鬼太郎(6)』                                                              |
| 週刊           | 12月10日            | 白山坊                               | - 講談社『水木しげる漫画大全集(031) ゲゲゲの鬼太郎(3)』 - 講談社漫画文庫『ゲゲゲの鬼太郎(3) 少年マガジン/オリジナル版』 - 講談社コミッククリエイトコミック『ゲゲゲの鬼太郎(6)』                                                              |
| 週刊           | 12月17日            | 海座頭                               | - 講談社『水木しげる漫画大全集(031) ゲゲゲの鬼太郎(3)』 - 講談社漫画文庫『ゲゲゲの鬼太郎(3) 少年マガジン/オリジナル版』 - 講談社コミッククリエイトコミック『ゲゲゲの鬼太郎(6)』                                                              |
| 週刊           | 12月24日            | さら小僧                             | - 講談社『水木しげる漫画大全集(031) ゲゲゲの鬼太郎(3)』 - 講談社漫画文庫『ゲゲゲの鬼太郎(3) 少年マガジン/オリジナル版』 - 講談社コミッククリエイトコミック『ゲゲゲの鬼太郎(6)』                                                              |
| 別冊           | 1968年 1月1日       | 笠地蔵                               | - 講談社『水木しげる漫画大全集(031) ゲゲゲの鬼太郎(3)』 - 講談社漫画文庫『ゲゲゲの鬼太郎(3) 少年マガジン/オリジナル版』 - 講談社コミッククリエイトコミック『ゲゲゲの鬼太郎(6)』                                                              |
| 週刊           | 1968年 1月1日       | 磯女                                 | - 講談社『水木しげる漫画大全集(031) ゲゲゲの鬼太郎(3)』 - 講談社漫画文庫『ゲゲゲの鬼太郎(3) 少年マガジン/オリジナル版』 - 講談社コミッククリエイトコミック『ゲゲゲの鬼太郎(6)』                                                              |
| 週刊           | 1月14日             | まくら返し                           | - 講談社『水木しげる漫画大全集(031) ゲゲゲの鬼太郎(3)』 - 講談社漫画文庫『ゲゲゲの鬼太郎(3) 少年マガジン/オリジナル版』 - 講談社コミッククリエイトコミック『ゲゲゲの鬼太郎(6)』                                                              |
| 週刊           | 1月21日             | おりたたみ入道                       | - 講談社『水木しげる漫画大全集(031) ゲゲゲの鬼太郎(3)』 - 講談社漫画文庫『ゲゲゲの鬼太郎(3) 少年マガジン/オリジナル版』 - 講談社コミッククリエイトコミック『ゲゲゲの鬼太郎(6)』                                                              |
| 週刊           | 1月28日             | おどろおどろ                         | - 講談社『水木しげる漫画大全集(031) ゲゲゲの鬼太郎(3)』 - 講談社漫画文庫『ゲゲゲの鬼太郎(3) 少年マガジン/オリジナル版』 - 講談社コミッククリエイトコミック『ゲゲゲの鬼太郎(6)』                                                              |
| 週刊           | 2月4日              | 手の目                               | - 講談社『水木しげる漫画大全集(031) ゲゲゲの鬼太郎(3)』 - 講談社漫画文庫『ゲゲゲの鬼太郎(3) 少年マガジン/オリジナル版』 - 講談社コミッククリエイトコミック『ゲゲゲの鬼太郎(6)』                                                              |
| 週刊           | 2月11日 - 2月18日   | 鏡合戦                               | - 講談社『水木しげる漫画大全集(031) ゲゲゲの鬼太郎(3)』 - 講談社漫画文庫『ゲゲゲの鬼太郎(3) 少年マガジン/オリジナル版』 - 講談社コミッククリエイトコミック『ゲゲゲの鬼太郎(7)』                                                              |
| 週刊           | 2月25日 - 3月10日   | 朝鮮魔法                             | - 講談社『水木しげる漫画大全集(031) ゲゲゲの鬼太郎(3)』 - 講談社漫画文庫『ゲゲゲの鬼太郎(3) 少年マガジン/オリジナル版』 - 講談社コミッククリエイトコミック『ゲゲゲの鬼太郎(7)』                                                              |
| 週刊           | 3月17日             | モウリョウ                           | - 講談社『水木しげる漫画大全集(031) ゲゲゲの鬼太郎(3)』 - 講談社漫画文庫『ゲゲゲの鬼太郎(3) 少年マガジン/オリジナル版』 - 講談社コミッククリエイトコミック『ゲゲゲの鬼太郎(6)』                                                              |
| 週刊           | 3月24日             | こま妖怪                             | - 講談社『水木しげる漫画大全集(031) ゲゲゲの鬼太郎(3)』 - 講談社漫画文庫『ゲゲゲの鬼太郎(3) 少年マガジン/オリジナル版』 - 講談社コミッククリエイトコミック『ゲゲゲの鬼太郎(7)』                                                              |
| 週刊           | 3月31日             | 妖花                                 | - 講談社『水木しげる漫画大全集(031) ゲゲゲの鬼太郎(3)』 - 講談社漫画文庫『ゲゲゲの鬼太郎(3) 少年マガジン/オリジナル版』 - 講談社コミッククリエイトコミック『ゲゲゲの鬼太郎(7)』                                                              |
| 週刊           | 4月7日              | さざえ鬼                             | - 講談社『水木しげる漫画大全集(031) ゲゲゲの鬼太郎(3)』 - 講談社漫画文庫『ゲゲゲの鬼太郎(3) 少年マガジン/オリジナル版』 - 講談社コミッククリエイトコミック『ゲゲゲの鬼太郎(7)』                                                              |
| 週刊           | 4月14日             | 悪魔ベリアル                         | - 講談社『水木しげる漫画大全集(031) ゲゲゲの鬼太郎(3)』 - 講談社漫画文庫『ゲゲゲの鬼太郎(3) 少年マガジン/オリジナル版』 - 講談社コミッククリエイトコミック『ゲゲゲの鬼太郎(7)』                                                              |
| 週刊           | 4月21日 - 4月28日   | 妖怪軍団                             | - 講談社『水木しげる漫画大全集(031) ゲゲゲの鬼太郎(3)』 - 講談社漫画文庫『ゲゲゲの鬼太郎(3) 少年マガジン/オリジナル版』 - 講談社コミッククリエイトコミック『ゲゲゲの鬼太郎(7)』                                                              |
| 週刊           | 5月5日              | 人喰い鳥                             | - 講談社『水木しげる漫画大全集(031) ゲゲゲの鬼太郎(3)』 - 講談社漫画文庫『ゲゲゲの鬼太郎(3) 少年マガジン/オリジナル版』 - 講談社コミッククリエイトコミック『ゲゲゲの鬼太郎(8)』                                                              |
| 週刊           | 5月12日             | ばけ猫                               | - 講談社『水木しげる漫画大全集(031) ゲゲゲの鬼太郎(3)』 - 講談社漫画文庫『ゲゲゲの鬼太郎(3) 少年マガジン/オリジナル版』 - 講談社コミッククリエイトコミック『ゲゲゲの鬼太郎(8)』                                                              |
| 週刊           | 5月19日             | のっぺらぼう                         | - 講談社『水木しげる漫画大全集(031) ゲゲゲの鬼太郎(3)』 - 講談社漫画文庫『ゲゲゲの鬼太郎(3) 少年マガジン/オリジナル版』 - 講談社コミッククリエイトコミック『ゲゲゲの鬼太郎(8)』                                                              |
| 週刊           | 5月26日 - 6月2日    | ひでりがみ（ひでり神）               | - 講談社『水木しげる漫画大全集(031) ゲゲゲの鬼太郎(3)』 - 講談社漫画文庫『ゲゲゲの鬼太郎(4) 少年マガジン/オリジナル版』 - 講談社コミッククリエイトコミック『ゲゲゲの鬼太郎(8)』                                                              |
| 週刊           | 6月9日              | オベベ沼の妖怪                       | - 講談社『水木しげる漫画大全集(032) ゲゲゲの鬼太郎(4)』 - 講談社漫画文庫『ゲゲゲの鬼太郎(4) 少年マガジン/オリジナル版』 - 講談社コミッククリエイトコミック『ゲゲゲの鬼太郎(8)』                                                              |
| 週刊           | 6月16日             | 雪ん子                               | - 講談社『水木しげる漫画大全集(032) ゲゲゲの鬼太郎(4)』 - 講談社漫画文庫『ゲゲゲの鬼太郎(4) 少年マガジン/オリジナル版』 - 講談社コミッククリエイトコミック『ゲゲゲの鬼太郎(8)』                                                              |
| 週刊           | 6月23日             | 姑獲鳥（うぶめ）                     | - 講談社『水木しげる漫画大全集(032) ゲゲゲの鬼太郎(4)』 - 講談社漫画文庫『ゲゲゲの鬼太郎(4) 少年マガジン/オリジナル版』 - 講談社コミッククリエイトコミック『ゲゲゲの鬼太郎(8)』                                                              |
| 週刊           | 6月30日             | げた合戦                             | - 講談社『水木しげる漫画大全集(032) ゲゲゲの鬼太郎(4)』 - 講談社漫画文庫『ゲゲゲの鬼太郎(4) 少年マガジン/オリジナル版』 - 講談社コミッククリエイトコミック『ゲゲゲの鬼太郎(8)』                                                              |
| 週刊           | 7月7日 - 7月14日    | 妖怪関ヶ原                           | - 講談社『水木しげる漫画大全集(032) ゲゲゲの鬼太郎(4)』 - 講談社漫画文庫『ゲゲゲの鬼太郎(4) 少年マガジン/オリジナル版』 - 講談社コミッククリエイトコミック『ゲゲゲの鬼太郎(9)』                                                              |
| 週刊           | 7月21日             | 穴ぐら入道                           | - 講談社『水木しげる漫画大全集(032) ゲゲゲの鬼太郎(4)』 - 講談社漫画文庫『ゲゲゲの鬼太郎(4) 少年マガジン/オリジナル版』 - 講談社コミッククリエイトコミック『ゲゲゲの鬼太郎(8)』                                                              |
| 週刊           | 7月28日             | 天狐                                 | - 講談社『水木しげる漫画大全集(032) ゲゲゲの鬼太郎(4)』 - 講談社漫画文庫『ゲゲゲの鬼太郎(4) 少年マガジン/オリジナル版』 - 講談社コミッククリエイトコミック『ゲゲゲの鬼太郎(9)』                                                              |
| 別冊           | 8月1日              | 鬼太郎の誕生（幽霊一家）             | - 講談社『水木しげる漫画大全集(033) ゲゲゲの鬼太郎(5)』 - 中公文庫コミック版『ゲゲゲの鬼太郎(1) 鬼太郎の誕生』 - 講談社コミッククリエイトコミック『ゲゲゲの鬼太郎(1)』                                                                       |
| 週刊           | 8月4日 - 8月11日    | 天邪鬼                               | - 講談社『水木しげる漫画大全集(032) ゲゲゲの鬼太郎(4)』 - 講談社漫画文庫『ゲゲゲの鬼太郎(4) 少年マガジン/オリジナル版』 - 講談社コミッククリエイトコミック『ゲゲゲの鬼太郎(9)』                                                              |
| 週刊           | 8月18日 - 9月1日    | 血戦小笠原                           | - 講談社『水木しげる漫画大全集(032) ゲゲゲの鬼太郎(4)』 - 講談社漫画文庫『ゲゲゲの鬼太郎(4) 少年マガジン/オリジナル版』 - 講談社コミッククリエイトコミック『ゲゲゲの鬼太郎(9)』                                                              |
| 週刊           | 9月8日              | 妖怪ラリー                           | - 講談社『水木しげる漫画大全集(032) ゲゲゲの鬼太郎(4)』 - 講談社漫画文庫『ゲゲゲの鬼太郎(4) 少年マガジン/オリジナル版』 - 講談社コミッククリエイトコミック『ゲゲゲの鬼太郎(9)』                                                              |
| 週刊           | 9月15日 - 9月29日   | 妖怪大統領                           | - 講談社『水木しげる漫画大全集(032) ゲゲゲの鬼太郎(4)』 - 講談社漫画文庫『ゲゲゲの鬼太郎(4) 少年マガジン/オリジナル版』 - 講談社コミッククリエイトコミック『ゲゲゲの鬼太郎(9)-(10)』                                                         |
| 週刊           | 10月6日 - 10月27日  | 朧車                                 | - 講談社『水木しげる漫画大全集(032) ゲゲゲの鬼太郎(4)』 - 講談社漫画文庫『ゲゲゲの鬼太郎(4) 少年マガジン/オリジナル版』 - 講談社コミッククリエイトコミック『ゲゲゲの鬼太郎(10)』                                                             |
| 別冊           | 11月1日             | 牛鬼対吸血鬼（おどろおどろ対吸血鬼） | - 講談社『水木しげる漫画大全集(033) ゲゲゲの鬼太郎(5)』 - 講談社コミッククリエイトコミック『ゲゲゲの鬼太郎(1)』 |
| 週刊           | 11月3日             | 後神                                 | - 講談社『水木しげる漫画大全集(033) ゲゲゲの鬼太郎(5)』 - 講談社漫画文庫『ゲゲゲの鬼太郎(4) 少年マガジン/オリジナル版』 - 中公文庫コミック版『ゲゲゲの鬼太郎(1) 鬼太郎の誕生』 - 講談社コミッククリエイトコミック『ゲゲゲの鬼太郎(10)』      |
| 週刊           | 11月10日 - 11月24日 | 陰摩羅鬼                             | - 講談社『水木しげる漫画大全集(033) ゲゲゲの鬼太郎(5)』 - 講談社漫画文庫『ゲゲゲの鬼太郎(5) 少年マガジン/オリジナル版』 - 中公文庫コミック版『ゲゲゲの鬼太郎(1) 鬼太郎の誕生』 - 講談社コミッククリエイトコミック『ゲゲゲの鬼太郎(10)』      |
| 週刊           | 12月1日 - 12月8日   | 妖怪ほうこう（ほうこう）             | - 講談社『水木しげる漫画大全集(033) ゲゲゲの鬼太郎(5)』 - 講談社漫画文庫『ゲゲゲの鬼太郎(5) 少年マガジン/オリジナル版』 - 中公文庫コミック版『ゲゲゲの鬼太郎(1) 鬼太郎の誕生』 - 講談社コミッククリエイトコミック『ゲゲゲの鬼太郎(10)』      |
| 週刊           | 12月15日 - 12月22日 | 牛鬼                                 | - 講談社『水木しげる漫画大全集(033) ゲゲゲの鬼太郎(5)』 - 講談社漫画文庫『ゲゲゲの鬼太郎(5) 少年マガジン/オリジナル版』 - 中公文庫コミック版『ゲゲゲの鬼太郎(1) 鬼太郎の誕生』 - 講談社コミッククリエイトコミック『ゲゲゲの鬼太郎(11)』      |
| 週刊           | 12月29日            | 雨ふり天狗                           | - 講談社『水木しげる漫画大全集(033) ゲゲゲの鬼太郎(5)』 - 講談社漫画文庫『ゲゲゲの鬼太郎(5) 少年マガジン/オリジナル版』 - 中公文庫コミック版『ゲゲゲの鬼太郎(2) 妖怪反物』 - 講談社コミッククリエイトコミック『ゲゲゲの鬼太郎(10)』          |
| 別冊           | 1969年 1月1日       | ねこ屋のきょうだい                   | - 講談社『水木しげる漫画大全集(033) ゲゲゲの鬼太郎(5)』 - 講談社コミッククリエイトコミック『ゲゲゲの鬼太郎(1)』 |
| 週刊           | 1月5日 - 1月12日    | 髪さま（髪の毛大戦）                 | - 講談社『水木しげる漫画大全集(033) ゲゲゲの鬼太郎(5)』 - 講談社漫画文庫『ゲゲゲの鬼太郎(5) 少年マガジン/オリジナル版』 - 中公文庫コミック版『ゲゲゲの鬼太郎(1) 鬼太郎の誕生』 - 講談社コミッククリエイトコミック『ゲゲゲの鬼太郎(11)』      |
| 週刊           | 1月26日 - 2月26日   | 妖怪大裁判                           | - 講談社『水木しげる漫画大全集(033) ゲゲゲの鬼太郎(5)』 - 講談社漫画文庫『ゲゲゲの鬼太郎(5) 少年マガジン/オリジナル版』 - 中公文庫コミック版『ゲゲゲの鬼太郎(1) 鬼太郎の誕生』 - 講談社コミッククリエイトコミック『ゲゲゲの鬼太郎(11)-(12)』 |
| 週刊           | 2月23日 - 3月23日   | 妖怪反物                             | - 講談社『水木しげる漫画大全集(033) ゲゲゲの鬼太郎(5)』 - 講談社漫画文庫『ゲゲゲの鬼太郎(5) 少年マガジン/オリジナル版』 - 中公文庫コミック版『ゲゲゲの鬼太郎(2) 妖怪反物』 - 講談社コミッククリエイトコミック『ゲゲゲの鬼太郎(11)』          |
| 別冊           | 4月1日              | かまぼこ                             | - 講談社『水木しげる漫画大全集(033) ゲゲゲの鬼太郎(5)』 - 講談社漫画文庫『ゲゲゲの鬼太郎(5) 少年マガジン/オリジナル版』 - 中公文庫コミック版『ゲゲゲの鬼太郎(1) 鬼太郎の誕生』 - 講談社コミッククリエイトコミック『ゲゲゲの鬼太郎(12)』      |
| 別冊           | 5月1日              | 泥田坊                               | - 講談社『水木しげる漫画大全集(033) ゲゲゲの鬼太郎(5)』 - 講談社漫画文庫『ゲゲゲの鬼太郎(5) 少年マガジン/オリジナル版』 - 中公文庫コミック版『ゲゲゲの鬼太郎(1) 鬼太郎の誕生』 - 講談社コミッククリエイトコミック『ゲゲゲの鬼太郎(12)』      |
| 別冊           | 6月1日              | 妖怪あしまがり（妖怪花）             | - 講談社『水木しげる漫画大全集(033) ゲゲゲの鬼太郎(5)』 - 講談社漫画文庫『ゲゲゲの鬼太郎(5) 少年マガジン/オリジナル版』 - 中公文庫コミック版『ゲゲゲの鬼太郎(1) 鬼太郎の誕生』 - 講談社コミッククリエイトコミック『ゲゲゲの鬼太郎(12)』      |
| 別冊           | 7月1日              | 土ころび                             | - 講談社『水木しげる漫画大全集(033) ゲゲゲの鬼太郎(5)』 - 講談社漫画文庫『ゲゲゲの鬼太郎(5) 少年マガジン/オリジナル版』 - 中公文庫コミック版『ゲゲゲの鬼太郎(2) 妖怪反物』 - 講談社コミッククリエイトコミック『ゲゲゲの鬼太郎(12)』          |

### ゲゲゲの鬼太郎（少年サンデー版）
1971年に週刊少年サンデーにて掲載された作品。マガジン版と同じく、ゲゲゲの鬼太郎アニメシリーズで扱われる。
| 発表日             | エピソード名     | 主な収録書籍 |
| ------------------ | ---------------- | --- |
| 1971年 9月26日     | 釜鳴（釜なり）   | - 講談社『水木しげる漫画大全集(034) ゲゲゲの鬼太郎(6)』 - 中公文庫コミック版『ゲゲゲの鬼太郎(1) 鬼太郎の誕生』 - 講談社コミッククリエイトコミック『ゲゲゲの鬼太郎(12)』 |
| 10月3日            | ふくろさげ       | - 講談社『水木しげる漫画大全集(034) ゲゲゲの鬼太郎(6)』 - 中公文庫コミック版『ゲゲゲの鬼太郎(2) 妖怪反物』 - 講談社コミッククリエイトコミック『ゲゲゲの鬼太郎(12)』     |
| 10月10日           | 逆餅殺し（火車） | - 講談社『水木しげる漫画大全集(034) ゲゲゲの鬼太郎(6)』 - 中公文庫コミック版『ゲゲゲの鬼太郎(1) 鬼太郎の誕生』 - 講談社コミッククリエイトコミック『ゲゲゲの鬼太郎(12)』 |
| 10月17日           | 傘ばけ（傘化け） | - 講談社『水木しげる漫画大全集(034) ゲゲゲの鬼太郎(6)』 - 中公文庫コミック版『ゲゲゲの鬼太郎(2) 妖怪反物』 - 講談社コミッククリエイトコミック『ゲゲゲの鬼太郎(13)』     |
| 10月24日           | まぼろしの汽車   | - 講談社『水木しげる漫画大全集(034) ゲゲゲの鬼太郎(6)』 - 中公文庫コミック版『ゲゲゲの鬼太郎(2) 妖怪反物』 - 講談社コミッククリエイトコミック『ゲゲゲの鬼太郎(13)』     |
| 10月31日           | 赤舌             | - 講談社『水木しげる漫画大全集(034) ゲゲゲの鬼太郎(6)』 - 中公文庫コミック版『ゲゲゲの鬼太郎(2) 妖怪反物』 - 講談社コミッククリエイトコミック『ゲゲゲの鬼太郎(13)』     |
| 11月7日            | 大首             | - 講談社『水木しげる漫画大全集(034) ゲゲゲの鬼太郎(6)』 - 中公文庫コミック版『ゲゲゲの鬼太郎(2) 妖怪反物』 - 講談社コミッククリエイトコミック『ゲゲゲの鬼太郎(13)』     |
| 11月14日           | 死神             | - 講談社『水木しげる漫画大全集(034) ゲゲゲの鬼太郎(6)』 - 中公文庫コミック版『ゲゲゲの鬼太郎(2) 妖怪反物』 - 講談社コミッククリエイトコミック『ゲゲゲの鬼太郎(13)』     |
| 11月21日           | あかなめ         | - 講談社『水木しげる漫画大全集(034) ゲゲゲの鬼太郎(6)』 - 中公文庫コミック版『ゲゲゲの鬼太郎(2) 妖怪反物』 - 講談社コミッククリエイトコミック『ゲゲゲの鬼太郎(13)』     |
| 11月28日 - 12月5日 | ダイダラボッチ   | - 講談社『水木しげる漫画大全集(034) ゲゲゲの鬼太郎(6)』 - 中公文庫コミック版『ゲゲゲの鬼太郎(2) 妖怪反物』 - 講談社コミッククリエイトコミック『ゲゲゲの鬼太郎(13)』     |
| 12月12日           | いやみ           | - 講談社『水木しげる漫画大全集(034) ゲゲゲの鬼太郎(6)』 - 中公文庫コミック版『ゲゲゲの鬼太郎(1) 鬼太郎の誕生』 - 講談社コミッククリエイトコミック『ゲゲゲの鬼太郎(13)』 |
| 12月19日           | 目目連           | - 講談社『水木しげる漫画大全集(034) ゲゲゲの鬼太郎(6)』 - 中公文庫コミック版『ゲゲゲの鬼太郎(2) 妖怪反物』 - 講談社コミッククリエイトコミック『ゲゲゲの鬼太郎(13)』     |
| 12月26日           | 悪魔ブエル       | - 講談社『水木しげる漫画大全集(034) ゲゲゲの鬼太郎(6)』 - 中公文庫コミック版『ゲゲゲの鬼太郎(2) 妖怪反物』 - 講談社コミッククリエイトコミック『ゲゲゲの鬼太郎(13)』     |

### ゲゲゲの鬼太郎 鬼太郎地獄編
1987年に月刊少年マガジンにて掲載された鬼太郎地獄編。アニメ第三シリーズで扱われた。
| 発表月     | エピソード名          | 主な収録書籍 |
| ---------- | --------------------- | --- |
| 1987年 6月 | 母を求めて地獄旅      | - 講談社『水木しげる漫画大全集(043) ゲゲゲの鬼太郎(15) 鬼太郎地獄編』 - 中公文庫コミック版『ゲゲゲの鬼太郎(7) 鬼太郎地獄編』 |
| 7月        | 血戦三途の川          | - 講談社『水木しげる漫画大全集(043) ゲゲゲの鬼太郎(15) 鬼太郎地獄編』 - 中公文庫コミック版『ゲゲゲの鬼太郎(7) 鬼太郎地獄編』 |
| 8月        | 閻魔危うし！ 白骨軍団 | - 講談社『水木しげる漫画大全集(043) ゲゲゲの鬼太郎(15) 鬼太郎地獄編』 - 中公文庫コミック版『ゲゲゲの鬼太郎(7) 鬼太郎地獄編』 |
| 9月        | 最後の出会い          | - 講談社『水木しげる漫画大全集(043) ゲゲゲの鬼太郎(15) 鬼太郎地獄編』 - 中公文庫コミック版『ゲゲゲの鬼太郎(7) 鬼太郎地獄編』 |

## 作品・ストーリー解説
原作の鬼太郎作品には、第1話から「異形の存在」は描かれているが、当初は「妖怪」という呼称での存在としては登場しておらず、「妖怪漫画」として定着するまでには幾つかの経緯が存在する。作中で明確に「妖怪」として現れてくるのは、1961年の貸本版『鬼太郎夜話』の第2巻からである。ここでは柳田國男の『妖怪談義』に収録された「妖怪名彙」に載る妖怪が現れるが、名前だけで姿はほとんど描かれていない。
やがて、1965年から『週刊少年マガジン』に「墓場の鬼太郎」の掲載が始まるが、この段階でも「妖怪」としてはほとんど明確に言及されておらず、戦う敵の吸血鬼や夜叉も、怪奇的フィクションのキャラクターや怪物などを元のイメージとして描写されている。完全に「妖怪」として登場し始めるのは「妖怪大戦争」の回を経た1966年から、テレビアニメ化を翌年に控えた1967年に掛けてである。水木しげるは、この時期に藤沢衛彦の『妖怪画談全集』や鳥山石燕の『画図百鬼夜行』に出合ったとされる。そして、鬼太郎は徐々に妖怪との対決路線へ変化し、「ゲゲゲの鬼太郎」改題後はより顕著となる。また、その際に先の「妖怪名彙」に載っていた妖怪に姿を与え鬼太郎の味方に、『画図百鬼夜行』の妖怪に物語を与えて敵役の妖怪へと登用していった。
一方で、水木はこのころについて「まだ妖怪といったものが、皆さんに分かっていなかったから大変だった。もっぱらヒーローの敵として御登場願うしかなかった」と回想しているように、連載当初は、日本古来より漠然と表現されてきた「妖怪」という言葉も概念も、一般的にはあまり知られてはいなかった。妖怪が本格的に浸透し始めたのは、鬼太郎より前にテレビ化を果たした『悪魔くん』や当時の怪獣ブームなどの下地を経て、大伴昌司により『少年マガジン』を中心にして展開された「妖怪画報」などの影響が大きかったともされている。
鬼太郎のヒットとメディア戦略の足並みが揃ったことで、従来の伝承にあった「妖怪」の概念は波及し、妖怪ブームや鬼太郎の長期シリーズ化へと繋がっていった。
作品のストーリーの多くは、鬼太郎が毎回新たな妖怪と対決するという話であり、前後の話や別シリーズとの繋がりはあまり意識されていない。時には大きく矛盾する展開もあるが、鬼太郎や妖怪の基本設定は概ね一貫している。

## 登場キャラクター
ここでは主要キャラクターのみを紹介する。なお、各キャラクターの設定は作品ごとに大きく異なる場合がある。

鬼太郎の着ぐるみ
水木しげるロード付近にて撮影。

鬼太郎（きたろう）
本作品の主人公。妖怪の名門である幽霊族の生き残り。隻眼を長く伸びた髪で隠している。先祖の霊毛で編んだ黒と黄色の横縞模様のちゃんちゃんこ（袖無し羽織）である「霊毛ちゃんちゃんこ」を羽織り、足には脳波で操作するリモコン下駄を履いている。髪の毛針、体内電気、指鉄砲など、様々な超能力の持ち主。
目玉おやじ（めだまおやじ）
鬼太郎の父親。幽霊族の生き残り。元々は人間と変わらない外見の男であったが、病に侵されて死亡した。しかし、ひとり残された生後間もない鬼太郎を案じるあまり、朽ち果てようとする肉体から左の目玉だけが蘇り、その目玉に手足が生える姿となった。博識者で、幅広い"人脈"もある。茶碗風呂に入るのが好き。
ねずみ男（ねずみおとこ）
人間と妖怪の間に生まれた半妖怪。鬼太郎の友人であるが、保身や金のためなら平気で裏切ることもある。非常に不潔で口臭や放屁は武器にもなる。ビンタ（本人いわくビビビンタ）も得意で「ビビビのネズミ男」の異名も。猫娘が苦手。
ねこ娘（ねこむすめ）
人間と妖怪の間に生まれた半妖怪。鬼太郎の幼馴染で魚や鼠を見ると猫のような性質になる少女。鬼太郎を慕い恋心を抱いている。俊敏な動きと鋭い爪と牙が最大の武器。「ニャニャニャのネコ娘」の異名も。ねずみ男とは腐れ縁の天敵同士。
一反もめん（いったんもめん）
長い布状の妖怪。鬼太郎や仲間を乗せて空を飛行することができる。火やハサミに弱い。ひょうきんな性格で、九州弁らしい訛りで話し女性に甘い。
砂かけばばあ（すなかけばばあ）
砂を使った攻撃が得意な、和装姿の老婆の妖怪。短気であるが、根は優しく母性的な性格で面倒見がよく、妖怪アパートを経営している。
子泣きじじい（こなきじじい）
赤ん坊の格好をした翁の妖怪。敵にしがみつき赤ん坊の声で泣くと石に姿を変え、体重を増加させることで動きを封じる。呑気な性格で酒が大好き。砂かけ婆とは長い腐れ縁の関係で茶飲み友達でもある。
ぬりかべ
巨大な壁の妖怪。頑強な体を活かして敵の攻撃を防御したり、倒れこんで敵を押しつぶしたり、敵を体に塗り込むこともできる。無口でおとなしく心優しい性格。

## 映像化作品
本作品は過去から現在に至るまで不定期的に映像化されているが、テレビ番組として製作された作品は一貫してフジテレビで放映されており、フジテレビと東映、および同社子会社の東映アニメーション（旧・東映動画）が製作している。2007年4月には松竹によって初めての劇場版実写映画化が成され、全国ロードショーされた（「#映画」で後述）。

### テレビアニメ
1960年代・1970年代・1980年代・1990年代・2000年代・2010年代と、各年代ごとにリブートを含む6つのシリーズ作品が製作されている。2000年代には別枠で原点となるシリーズ作品も製作されている。
テレビアニメはいずれもフジテレビ系列で放送。これまでに4回のリブート・7度のアニメ放映をしている。このうち、第2期は第1期の続編、第3期以降がリブート作品である。第4期以降の放送枠は日曜9:00からが続いている。一部作品では映画も製作された。このほか、ホラー色の強い貸本版を原作としたアニメ『墓場鬼太郎』が、フジテレビ系深夜アニメ枠「ノイタミナ」にて放送された。こちらの物語は鬼太郎の誕生から始まり、第1シリーズより前の時代・年代が舞台である。
| アニメ       | 放送期間                                             | 放送回数      |
| ------------ | ---------------------------------------------------- | ------------- |
| 第1期        | 1968年1月3日 - 1969年3月30日                         | 全65話        |
| 第2期        | 1971年10月7日 - 1972年9月28日                        | 全45話        |
| 第3期 地獄編 | 1985年10月12日 - 1988年2月6日 1988年2月8日 - 3月21日 | 全108話 全7話 |
| 第4期        | 1996年1月7日 - 1998年3月29日                         | 全114話       |
| 第5期        | 2007年4月1日 - 2009年3月29日                         | 全100話       |
| 第6期        | 2018年4月1日 - 2020年3月29日                         | 全97話        |
| 累計         | 1968年 - 2020年                                      | 計536話       |

| アニメ     | 放送期間                | 放送回数 |
| ---------- | ----------------------- | -------- |
| 墓場鬼太郎 | 2008年1月10日 - 3月20日 | 全11話   |

#### アニメ化の経緯

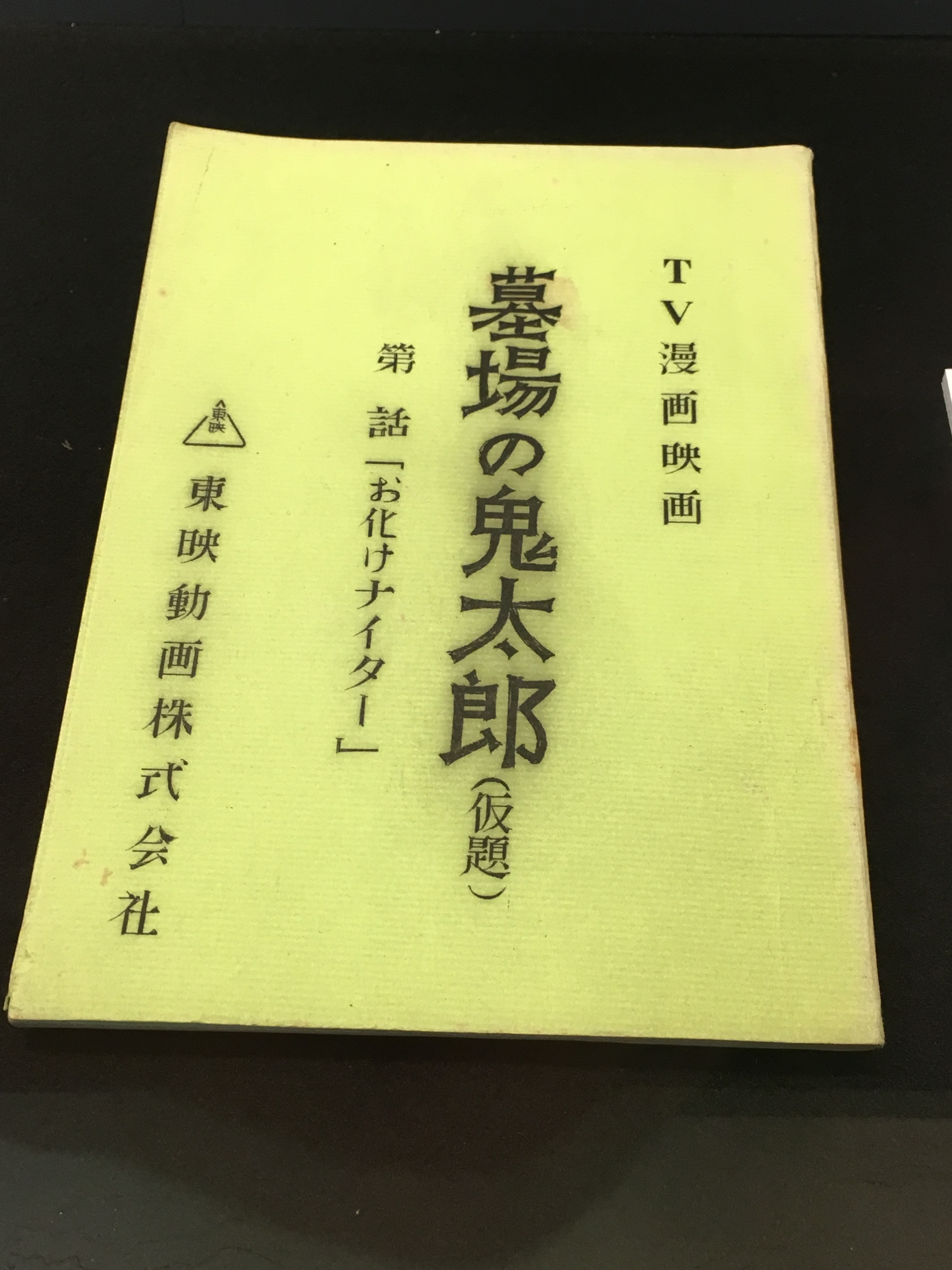
墓場の鬼太郎（仮題）の台本

東映が水木しげるの『悪魔くん』を実写でテレビ化して成功したことで、東映動画は「墓場の鬼太郎」を、資本系列が同じNET（現・テレビ朝日）系列放送用にアニメ化を企画。しかしこの時は、“墓場”というタイトルを持つ作品をアニメ化することに尻込みしたスポンサーによって立ち消えとなった。
その後アニメ化の企画はフジテレビへ移ることになったものの、制作初期は「墓場の鬼太郎」（仮題）で進行していたため、NETと同じようにスポンサーから“墓場”に対する忌避反応が起こったが、原作のタイトルを無難なものに変えるという、当時としては大胆なアイデアが提案される。水木がこの提案を受けた際、どのような反応を見せたかは判然としていない。なお、水木の自伝的漫画「私はゲゲゲ」の中では、水木が自ら「『ゲゲゲの鬼太郎』はどうです」と提案している。またNHK連続テレビ小説『ゲゲゲの女房』では、困惑しながらもタイトルを考え、最終的にオープニング主題歌の「ゲ ゲ ゲゲゲのゲ」から着想を得た描写がなされている。結果的に原作はアニメ化の直前に「ゲゲゲの鬼太郎」と改題した。また“ゲゲゲ”というフレーズは、水木の子供のころのあだ名「ゲゲ」から名付けられたものだという。「ゲゲ」の由来については幼少時の水木が自分の名を上手く言えず「げげる」と発音していたことに起因する。
“墓場”というタイトルでのアニメ化は、第1期放送から40年後に深夜枠放送として実現する。

#### 初アニメ化〜シリーズ化
1968年1月、アニメの第1期が放送開始される。このシリーズのみモノクロである。それまでNET向けにアニメを制作していた東映動画が初めてフジテレビで放映したアニメでもある。
1971年10月、カラーアニメ作品として第2期が放送開始される。このシリーズより猫娘がレギュラーに加わる。第1シリーズの続編として製作されたため、中盤で原作に追いつき、以降は水木の他作品を鬼太郎エピソードに脚色して使用した。後半では児童向けらしからぬ非常に怖いストーリー展開や、社会性のある重厚なエピソードも誕生した。
2度のアニメシリーズがいずれも好評だったことから、その後も1970年代後半ごろまで度々新シリーズの企画が出たが、実現に至らなかった。1980年代に実写連続ドラマ版が企画され、1985年8月に「月曜ドラマランド」枠の単発作品としては実現したが、当初の連続ドラマ化の予定はフジテレビの反対により頓挫する。これがアニメ企画へ変わり、前作から14年後の1985年に第3期が開始。第2シリーズと比較してエンターテイメント性重視の作風となっている。視聴率は20%を超える回も多く、一部は30%に迫る高視聴率となる。以降の新作は全てリブートとなる。
1996年に第4期が放送される。過去3作品と違い、各局で放送枠が不安定だったが、全編にわたって安定した人気を得て長寿番組となった。
2007年に第5期が放送される。日本のテレビアニメ史上最多となる4回目のリバイバルを達成した。2008年にアニメ版鬼太郎は40周年を迎え、それに合わせて第52話から冒頭に「TV ANIMATION 40th ANNIVERSARY ゲゲゲの鬼太郎」のロゴが表示されるようになった。同作の劇場版にも同じく表示されている。
2018年、1月3日にアニメ第1作放送開始から50周年を迎えたことを記念し、「新プロジェクト」が告知され、同年4月1日に第6期が放送される。放送終了後の2021年3月7日に行われたオンラインイベント「まんが王国とっとり 生誕99年 水木しげる生誕祭」にて、翌2022年に水木しげる生誕100年を迎えるのを受けて立ち上げられた「水木しげる生誕100周年記念4大プロジェクト」の一環として、新たに同作劇場版の製作が発表された。

#### 主要キャラクター声優のシリーズ変遷
『墓場鬼太郎』シリーズ、代役、その他の出演作品は省略（キャラクターとしての詳細も含めて、リンク先のページを参照）。
| 出演シリーズ | 鬼太郎     | 目玉おやじ | ねずみ男   | ねこ娘     | 一反もめん        | 砂かけばばあ | 子泣きじじい | ぬりかべ                            |
| ------------ | ---------- | ---------- | ---------- | ---------- | ----------------- | ------------ | ------------ | ----------------------------------- |
| 第1期        | 野沢雅子   | 田の中勇   | 大塚周夫   | 山口奈々   | 杉浦宏策→富田耕生 | 小串容子     | 永井一郎     | 北川米彦→杉浦宏策→内海賢二→富田耕生 |
| 第2期        | 野沢雅子   | 田の中勇   | 大塚周夫   | 小串容子   | キートン山田      | 山本圭子     | 矢田耕司     | キートン山田                        |
| 第3期        | 戸田恵子   | 田の中勇   | 富山敬     | 三田ゆう子 | 八奈見乗児        | 江森浩子     | 永井一郎     | 屋良有作                            |
| 第4期        | 松岡洋子   | 田の中勇   | 千葉繁     | 西村ちなみ | 龍田直樹          | 山本圭子     | 塩屋浩三     | 龍田直樹                            |
| 第5期        | 高山みなみ | 田の中勇   | 高木渉     | 今野宏美   | 八奈見乗児        | 山本圭子     | 龍田直樹     | 龍田直樹                            |
| 妖怪ウォッチ | 野沢雅子   | 島田敏     | 大塚明夫   | 皆口裕子   | 無し              | 江森浩子     | 塩屋浩三     | 未登場                              |
| 第6期        | 沢城みゆき | 野沢雅子   | 古川登志夫 | 庄司宇芽香 | 山口勝平          | 田中真弓     | 島田敏       | 島田敏                              |

#### コラボ出演
2017年12月16日公開『映画 妖怪ウォッチ シャドウサイド 鬼王の復活』に、鬼太郎、目玉おやじ、ねずみ男、ねこ娘、砂かけばばあ、子泣きじじい、一反もめんがゲスト出演している。ぬりかべは未登場。

#### 私の愛した歴代ゲゲゲ
2025年に作者の水木の没後10年企画の一環として、歴代アニメ作品の傑作選『ゲゲゲの鬼太郎 私の愛した歴代ゲゲゲ』を同年4月6日よりフジテレビ系日曜9時前半枠で放送する。この傑作選では歴代の鬼太郎役の声優を始め、作品や水木にゆかりのある著名人がセレクターとなって、テレビアニメ全6作品のなかからお気に入りのエピソードを選出、毎週1話ずつ放送する。

##### セレクター
- 野沢雅子（声優、第1期・第2期・妖怪ウォッチの鬼太郎役、第6期の目玉おやじ役）[24]
- 戸田恵子（声優・俳優、第3期の鬼太郎役）[24]
- 松岡洋子（声優、第4期の鬼太郎役）[24]
- 高山みなみ（声優、第5期の鬼太郎役）[24]
- 沢城みゆき（声優、第6期の鬼太郎役）[24]
- Ado（歌い手、本傑作選OPテーマ歌唱）[25]
- 京極夏彦（小説家、第4期の脚本・一刻堂のデザイン・同役声優）[26]
- ウエンツ瑛士（タレント・俳優、実写映画版の鬼太郎役）[26]
- 松下奈緒（俳優・ピアニスト、『ゲゲゲの女房』村井（飯田）布美枝役）[26]
- 佐野史郎（俳優、第4期の吸血鬼エリート役、実写映画『ゲゲゲの鬼太郎 千年呪い歌』蛇骨婆役）[26]
- 関俊彦（声優、『鬼太郎誕生 ゲゲゲの謎』鬼太郎の父役）[27]
- 木内秀信（声優、『鬼太郎誕生 ゲゲゲの謎』水木役）[27]

##### スタッフ
- プロデューサー︰前田泰成（フジテレビ）、佐川直子、横溝真結美、櫻田博之、高田伸治
- 音楽協力︰東映アニメーション音楽出版、フジパシフィックミュージック
- 制作︰フジテレビ、読売広告社、東映アニメーション

##### 主題歌
ゲゲゲの鬼太郎
Adoによるオープニングテーマ。作詞は水木しげる、作曲はいずみたく、編曲は羽生まゐご。
Party of Monsters
氷川きよし with t.komuroによる4 - 6月期エンディングテーマ。作詞・作曲・編曲は小室哲哉。
闇にご用心
山内惠介による7 - 9月期エンディングテーマ。作詞・作曲・編曲は椎名林檎。

##### 選ばれたエピソード
| 話数 | 放送日        | サブタイトル                  | 出典                                    | セレクター       |
| ---- | ------------- | ----------------------------- | --------------------------------------- | ---------------- |
| 1    | 2025年 4月6日 | 男! 一反もめん                | 第5シリーズ第4話（2007年4月22日放送）   | Ado              |
| 2    | 4月13日       | おばけナイター                | 第1シリーズ第1話（1968年1月3日放送）    | 野沢雅子         |
| 3    | 4月20日       | たんたん坊の妖怪城            | 第6シリーズ第3話（2018年4月15日放送）   | 沢城みゆき       |
| 4    | 4月27日       | ざしきわらしと笠地蔵          | 第3シリーズ第12話（1985年12月28日放送） | 松下奈緒         |
| 5    | 5月4日        | ニセ鬼太郎現る!!              | 第5シリーズ第22話（2007年9月2日放送）   | Ado              |
| 6    | 5月11日       | 白粉婆とのっぺらぼう          | 第4シリーズ第21話（1996年5月26日放送）  | 松岡洋子         |
| 7    | 5月18日       | 鏡じじい                      | 第3シリーズ第2話（1985年10月19日放送）  | ウエンツ瑛士     |
| 8    | 5月25日       | 妖怪アイドル!? アマビエ       | 第5シリーズ第26話（2007年9月30日放送）  | 高山みなみ       |
| 9    | 6月1日        | 吸血鬼ラ・セーヌ              | 第1シリーズ第4話（1968年1月24日放送）   | 佐野史郎         |
| 10   | 6月8日        | だるま妖怪相談所              | 第3シリーズ第8話（1985年11月30日放送）  | 戸田恵子         |
| 11   | 6月15日       | ギターの戦慄!夜叉             | 第4シリーズ第3話（1996年1月21日放送）   | 京極夏彦         |
| 12   | 6月22日       | 妖怪スイーツ!バレンタイン作戦 | 第5シリーズ第95話（2009年2月15日放送）  | Ado              |
| 13   | 6月29日       | 妖怪復活                      | 第2シリーズ第1話（1971年10月7日放送）   | 野沢雅子         |
| 14   | 7月6日        | まくら返しと幻の夢            | 第6シリーズ第14話（2018年7月1日放送）   | 関俊彦、木内秀信 |
| 15   | 7月13日       | 鬼太郎危うし!妖怪大裁判       | 第3シリーズ第32話（1986年5月24日放送）  | ウエンツ瑛士     |
| 16   | 7月20日       | 流浪!妖怪あずきとぎ           | 第4シリーズ第34話（1996年9月1日放送）   | 松岡洋子         |
| 17   | 7月27日       | 泥田坊と命と大地              | 第6シリーズ第54話（2019年5月5日放送）   | 沢城みゆき       |
| 18   | 8月3日        | ネコ娘の妖怪バスツアー        | 第5シリーズ第29話（2007年10月21日放送） | 正源司陽子       |
| 19   | 8月10日       | 吸血鬼エリート!               | 第4シリーズ第57話（1997年2月16日放送）  | 佐野史郎         |
| 20   | 8月17日       | 謎の妖怪城出現!!              | 第3シリーズ第1話（1985年10月12日放送）  | 戸田恵子         |
| 21   | 8月24日       | 厄運のすねこすり              | 第6シリーズ第6話（2018年5月6日放送）    | 正源司陽子       |
| 22   | 8月31日       | 働く!目玉おやじ               | 第5シリーズ第15話（2007年7月8日放送）   | 高山みなみ       |
| 23   | 9月7日        | 幸福という名の怪物            | 第2シリーズ第18話（1972年2月3日放送）   | 松下奈緒         |
| 24   | 9月14日       | 地獄行!幽霊電車!!             | 第3シリーズ第6話（1985年11月16日放送）  | 京極夏彦         |
| 25   | 9月21日       | パパになったねずみ男          | 第5シリーズ第38話（2007年12月23日放送） | 正源司陽子       |

| フジテレビ 日曜 9:00 - 9:30                                | フジテレビ 日曜 9:00 - 9:30                                    | フジテレビ 日曜 9:00 - 9:30                 |
| 前番組                                                     | 番組名                                                         | 次番組                                      |
| ---------------------------------------------------------- | -------------------------------------------------------------- | ------------------------------------------- |
| 逃走中 グレートミッション （2023年4月2日 - 2025年3月30日） | ゲゲゲの鬼太郎 私の愛した歴代ゲゲゲ （2025年4月6日 - 9月21日） | デジモンビートブレイク （2025年10月5日 - ） |

### テレビドラマ
月曜ドラマランド ゲゲゲの鬼太郎
1985年8月5日19時30分 - 20時54分フジテレビ系放映。
ラスボスとしてのぬらりひょんや人間のヒロインの登場などテレビアニメ3作目以降の要素を最初に盛り込んだ作品である、また原作に先駆けて砂かけ婆が砂太鼓を使う（ただし、劇中で説明がなく唐突だったため、原作での登場まで詳細は不明だった）。監督の小林義明を始め、当時のメタルヒーローシリーズを手掛けていたスタッフが全面的に参加しており、霊界での戦いは採石場を異世界に見立てて表現するなど、全体的にメタルヒーローシリーズを意識した作風となった。
妖怪役には原作のイメージに合った配役を行っている。子なき爺役の赤星昇一郎は、本作品以前から深夜番組「ウソップランド」のコントで子なき爺を演じていた縁で起用された。
連続ドラマ化を前提としており、視聴率も好調であったが、諸般の事情により実現しなかった。
長らく市販ソフト化されず、2007年8月3日にDVD化された。

#### キャスト（テレビドラマ）
- 鬼太郎：六浦誠
- 目玉おやじの声：田の中勇
- ねずみ男：竹中直人
- 砂かけ婆：由利徹
- 子なき爺：赤星昇一郎
- 一反木綿の声：増岡弘
- 関京子：秦暎花
- 京子の父：石山律雄
- 京子の母：木村有里
- ぬらりひょん（人間態）夏樹陽子
- ぬらりひょんの声：桑原たけし
- 吸血鬼エリート：佐渡稔
- おっかむろ：汐路章
- あみきり：うえだ峻
- おっかむろ・あみきりの声：西尾徳
- 生命接着係：高橋利道
- 霊界郵便配達夫：水木しげる
- 泉福之助、長江英和、加門良、庄司浩和、ほか

#### スタッフ（テレビドラマ）
- 企画：前田和也（フジテレビ）、吉川進
- 原作：水木しげる
- 脚本：山崎晴哉
- 音楽：馬飼野康二
- 撮影：瀬尾脩
- 照明：上原福松
- 美術：北郷久典
- 助監督：大井利夫、近藤杉雄
- 録音：太田克己
- 編集：菅野順吉
- 選曲：秋本彰
- 音響効果：原田千昭（原田サウンド）
- 記録：佐々木禮子
- アクション監督：金田治（ジャパンアクションクラブ）
- 装置：金子光夫
- 装飾：装美社
- 操演：羽鳥博幸
- 人形製作：スタジオ・ノーバ
- 衣裳：東京衣裳
- 特殊メーク：ビアンコ
- 美粧：佐藤泰子
- キャラクター制作：レインボー造形企画
- 合成：チャンネル16
- ビデオ合成：東通ecgシステム
- 現像：東映化学
- 協力：横浜シネマ
- 進行主任：井口喜一
- 制作デスク：田辺史子
- 制作担当：鈴木勝政
- プロデューサー補：日笠淳
- プロデューサー：西村政行
- 監督：小林義明
- 制作：フジテレビ、東映

#### 主題歌
「ゲゲゲの鬼太郎」
作詞 - 水木しげる / 作曲 - いずみたく / 編曲 - 大柿隆 / 歌 - 熊倉一雄
「カランコロンの歌」
作詞 - 水木しげる / 作曲 - いずみたく/ 編曲 - 親泊正昇 / 歌 - 加藤みどり、みすず児童合唱団
| フジテレビ系列 月曜ドラマランド   | フジテレビ系列 月曜ドラマランド           | フジテレビ系列 月曜ドラマランド           |
| 前番組                            | 番組名                                    | 次番組                                    |
| --------------------------------- | ----------------------------------------- | ----------------------------------------- |
| 結婚ゲーム（1） （1985年7月22日） | ゲゲゲの鬼太郎（ドラマ） （1985年8月5日） | 一休さん （富田靖子版） （1985年8月12日） |

### ビデオ映画
ゲゲゲの鬼太郎 妖怪奇伝・魔笛エロイムエッサイム
1987年7月10日ビデオ発売。『悪魔くん』との映像でのクロスオーバーが実現。鬼太郎と悪魔くんは親友という設定となっている。
元々、東映の吉川進プロデューサーにより、『TVオバケてれもんじゃ』の後番組として鬼太郎の実写のテレビシリーズが企画され、山崎晴哉をメインライターに実現を図っていたが、アニメ化を主張し続けるフジテレビの反対により、テレビシリーズは頓挫し、月曜ドラマランドで3作製作する予定へ変更され、結局テレビシリーズとしてはフジの意向通りにアニメ3作目が放映開始されたため、それと平行する形で最終的にこの作品に結実する。軍服を着てサーベルを刺したぬらりひょんや朱の盆の登場など、当時の原作やアニメ3作目を意識した部分もみられる。
当初の脚本段階ではメフィストは登場しない予定であった。
月曜ドラマランド版同様、DVDが2007年8月3日に発売された。

#### キャスト（ビデオ映画）
- 鬼太郎：和田求由
- 目玉おやじの声：田の中勇
- ねずみ男：うえだ峻
- 砂かけ婆：奥村公延
- 子なき爺：不破万作
- 一反木綿の声：西尾徳
- 悪魔くん（山田真吾）：加瀬悦孝
- メフィスト：市川勇
- 桜の精・桜子：若村麻由美
- 濡女：余貴美子
- 星（真吾の担任）：吉田淳
- ぬらりひょん：汐路章
- 夜道怪の声、ナレーション：加藤精三
- 鉄鼠の声：桑原たけし
- 鳥天狗の声：山崎猛
- 朱の盆の声：上田敏也
- ぬっぺっほふの声：神山卓三
- 川猿の声：森篤夫
- 家鳴りの声：篠田薫
- 河童の声：小金澤篤子
- 童の声：平辻朝子
- 高月忠
- 渡辺実
- 蜂須賀昭二
- 庄司浩和
- 関光雄
- 山本貴浩
- 山中雅和
- 阪上富男
- 吉岡秀仁
- 上田保
- 堀尾幸子
- 保利昌子
- 霊界郵便配達人[31]：水木しげる

ほか

#### スタッフ（ビデオ映画）
- 企画：吉川進、吉田達
- 原作：水木しげる
- 脚本：大原清秀
- 音楽：馬飼野康二
- 撮影：瀬尾脩
  - 撮影助手：石山信雄、岸本勝則
- 照明：磯山忠雄
  - 照明助手：成田龍雄、井上卓之、寺崎裕次
- 美術：高橋章
- 装置：江田豊
- 装飾：装美社
- 衣装：東京衣装
- 美粧：サンメイク
- 記録：甲斐哲子
- 録音：太田克己
- 編集：菅野順吉
- 現像：東映化学
- 選曲：秋本彰
- 音響効果：原田千昭
- 特撮監督：矢島信男
- （株）特撮研究所
  - 操演：鈴木昶、尾上克郎
  - 撮影：高橋政千
  - 美術：三池敏夫
  - 照明：加藤純弘
- 特殊造型：レインボー造型企画（株）
- ビデオ合成：東通ECGシステム
- アクション監督：金田治（ジャパンアクションクラブ）
- 特殊メイク：ヘアメイクピアンコ
- 特殊効果：羽鳥博幸、國米修市
- 光学合成：チャンネル16
- マットペインティング：野口竜
- 助監督：北村義樹、石毛好夫、大関実
- 制作進行：藤沢克則、富田幸弘
- 制作担当：鈴木勝政
- 制作デスク：小貫繁子
- スチール：高岩震
- 宣伝協力：とよしま式典、実相会館
- プロデューサー：西村政行、日笠淳、加藤和夫
- 監督：小林義明
- 製作協力：東映（株）テレビ事業本部
- 製作：東映ビデオ

### 映画
| 通番   | 題名                     | 公開日         | 監督       | 脚本     | TVアニメシリーズ | 原作             |
| ------ | ------------------------ | -------------- | ---------- | -------- | ---------------- | ---------------- |
| 第1作  | ゲゲゲの鬼太郎           | 1968年7月21日  |            |          | 第1シリーズ      |                  |
| 第2作  | ゲゲゲの鬼太郎 地相眼    | 1980年7月12日  |            |          | 第2シリーズ      |                  |
| 第3作  | ゲゲゲの鬼太郎           | 1985年12月21日 | 白土武     | 星山博之 | 第3シリーズ      | 妖怪軍団         |
| 第4作  | 妖怪大戦争               | 1986年3月15日  | 葛西治     | 星山博之 | 第3シリーズ      | 妖怪大戦争       |
| 第5作  | 最強妖怪軍団!日本上陸!!  | 1986年7月12日  | 芹川有吾   | 星山博之 | 第3シリーズ      | 妖怪反物         |
| 第6作  | 激突!!異次元妖怪の大反乱 | 1986年12月20日 | 芝田浩樹   | 武上純希 | 第3シリーズ      | 朧車             |
| 第7作  | 大海獣                   | 1996年7月6日   | 勝間田具治 | 星山博之 | 第4シリーズ      | 大海獣、妖怪軍団 |
| 第8作  | おばけナイター           | 1997年3月8日   | 佐藤順一   | 島田満   | 第4シリーズ      | おばけナイター   |
| 第9作  | 妖怪特急! まぼろしの汽車 | 1997年7月12日  | 吉沢孝男   | 大橋志吉 | 第4シリーズ      | オリジナル       |
| 第10作 | 日本爆裂!!               | 2008年12月20日 | 古賀豪     | 三条陸   | 第5シリーズ      | オリジナル       |
| 第11作 | 鬼太郎誕生 ゲゲゲの謎    | 2023年11月17日 | 古賀豪     | 吉野弘幸 | 第6シリーズ      | オリジナル       |

| 通番  | 題名           | 公開日        | 監督     | 脚本              |
| ----- | -------------- | ------------- | -------- | ----------------- |
| 第1作 | ゲゲゲの鬼太郎 | 2007年4月28日 | 本木克英 | 羽原大介 本木克英 |
| 第2作 | 千年呪い歌     | 2008年7月12日 | 本木克英 | 沢村光彦          |

### その他
- 『鬼太郎が見た玉砕〜水木しげるの戦争〜』 2007年8月12日放送 - 鬼太郎、目玉おやじ、ねずみ男が狂言回しとして登場。
- 『水木しげるのゲゲゲの怪談』 2013年8月31日放送 - 猫娘（森川葵）、目玉おやじが狂言回しとして登場。

## ラジオドラマ
1978年に「ラジオ劇画傑作シリーズ」（TBSラジオ）にて放送された。「鬼太郎の誕生」「白山坊」「妖怪大戦争」「幽霊電車」など原作に準拠した内容で、水木しげると親交のあった田辺一鶴が語りを担当している。
- 脚色：佐藤信
- キャスト：野沢雅子（鬼太郎）、田の中勇（目玉おやじ）、大塚周夫（ねずみ男）
- 語り：田辺一鶴

2006年の特別番組『ゲゲゲの鬼太郎のオールナイトニッポン』（ニッポン放送）内でも、同様の主演キャストでラジオドラマが放送されている。

## 小説
小説ゲゲゲの鬼太郎
1985年に講談社より全3巻で刊行された、水木しげる自らによる小説作品。『少年マガジン』に掲載された初期の作品を基にしているが、一部のストーリー展開がテレビアニメ第1シリーズに基づいた内容となっていて、また第1話「鬼太郎の誕生」終盤は後に鬼太郎ファミリーとなる仲間たちとの出会いが小説オリジナルで描かれる。長らく絶版状態だったが、週刊少年マガジン創刊50周年記念の一環として、全2巻に改訂したものが2008年に刊行された。
- 『小説ゲゲゲの鬼太郎』 講談社
  - 上巻、2008年10月、ISBN 978-4-06-364736-5。
  - 下巻、2008年10月、ISBN 978-4-06-364737-2。

ゲゲゲの鬼太郎おばけ塾
2009年に角川書店より2冊刊行された、東亮太による小説作品。水木しげるによる描き下ろしイラストも多数収録されている。『少年マガジン』初期の作品から『鬼太郎国盗り物語』まで幅広い年代の原作を基に、全体的に平易な文章で書かれている。
- 『ゲゲゲの鬼太郎おばけ塾』 角川書店〈角川つばさ文庫〉
  - 豆腐小僧の巻、2009年7月、ISBN 978-4-04-631033-0。
  - 妖怪大相撲の巻、2009年12月、ISBN 978-4-04-631062-0。

## 舞台

### 演劇
ゲゲゲのげ 逢魔が時に揺れるブランコ
渡辺えり主宰の「劇団3○○」による舞台劇。1983年、第27回岸田國士戯曲賞を受賞。2011年再演。
- 公演：1982年9月23日 - 10月3日（シアターグリーン）、1985年1月11日 - 23日（本多劇場）、2011年8月1日 - 23日（座・高円寺）
- 出演：菅野久夫、新谷一洋、中進、東銀之介、白石禎、前野修、稲垣広貴、聖あやみ、もたいまさこ、光永吉江、村田ユチコ、竹内久美、渡辺えり子、藤堂貴也、小野正隆
- 作・演出・作曲：渡辺えり子
- 美術：松野潤
- 照明：森田三郎
- 音響：原島正治（舞台音響・囃組）、堀江由美子
- 編曲・演奏：福島一幸
- 振付：菅原鷹志
- 舞台監督：武川喜俊 / 助手：井原陽子
- スタイリスト：久我山もえ

奇想天外痛快爆笑劇ゲゲゲの鬼太郎
- 公演：1988年（新宿コマ劇場）、1988年8月5日（神戸文化ホール）
- 出演：ゲゲゲの鬼太郎：渡辺典子、ねずみ男：アゴ勇、死神：賀川雪絵、猫娘：菊田ひろみ、子なきじじい：すわしんじ、砂かけばばあ：重山規子、ドラキュラ:大久保了
- 脚本・演出：田村隆
- 音楽：井上尭之

舞台「ゲゲゲの鬼太郎」
水木しげる生誕100周年プロジェクトの一つとして上演が決定。舞台をより深く楽しむためのトークイベントも開催された。
- 公演：2022年7月29日 - 8月15日（東京・明治座）、8月19日 - 8月28日（大阪・梅田芸術劇場メインホール）
- 出演：ゲゲゲの鬼太郎：荒牧慶彦、ねこ娘：上坂すみれ、ねずみ男：藤井隆、天邪鬼-リン：七海ひろき、砂かけばばあ：浅野ゆう子、タケル：立花裕大、子泣きじじい：矢部太郎（カラテカ）、目玉おやじ：野沢雅子（声の出演）
- 脚本・演出：田村孝裕
- 美術：土屋茂昭
- 照明：佐藤公穂
- 効果：秦大介
- 映像：栗山聡之
- 衣裳：加藤佑里恵
- ヘアメイク：松前詠美子
- 特殊造形：湯田商店
- ステージング：下司尚実
- 演出助手：荒井遼、石川大輔
- 舞台監督：山本圭太
- 主催：舞台「ゲゲゲの鬼太郎」製作委員会

舞台「ゲゲゲの鬼太郎2025」
水木しげる没後10年にあたる節目の2025年に上演されることになった、舞台「ゲゲゲの鬼太郎」の完全新作。
公演：2025年8月2日 - 16日（東京・明治座）、8月21日 - 25日（大阪・新歌舞伎座）
出演：ゲゲゲの鬼太郎：荒牧慶彦、ねずみ男：大塚明夫、ねこ娘：上坂すみれ、吸血鬼エリート：植田圭輔、ムサシP：廣野凌大、謎の女：美弥るりか、吸血鬼カミーラ：浅野ゆう子、子泣きじじい：長友光弘、マンモス：砂川脩弥、目玉おやじ：野沢雅子（声の出演）、ぬりかべ：島田敏（声の出演）、一反もめん：山口勝平（声の出演）
- 脚本・演出：堤泰之
- 美術：土屋茂昭
- 照明：倉本泰史
- 音響：鮫島建一（松竹 SBS）
- 音楽：楠瀬拓哉
- 映像：ヨリコジュン
- 衣裳：加藤佑里恵（藤衣裳）
- ヘアメイク：松前詠美子
- 特殊造形：湯田商店
- アクション：加藤学
- 演出助手：木村孔三
- 舞台監督：藤本典江、山本圭太
- 制作：木村彩菜、木村菜摘
- 主催：舞台「ゲゲゲの鬼太郎」製作委員会

### ミュージカル
後楽園ファミリーミュージカル「ゲゲゲの鬼太郎」
- 公演：1996年7月21日 - 9月1日（東京ドーム前 プリズムホール）
- 出演：遠藤美郎、秋野太作、佐藤舞、実田江梨花、大和なでしこ、宮川雅彦、大橋忠弘、清水昌史、鈴木淳也、川口直人
- 脚本・演出：原勲夫
- 作曲：淡海悟郎
- 振付：田村連

ゲゲゲの鬼太郎 〜十万億土の祈り唄〜
いずみたくが創立した劇団「ミュージカルカンパニー イッツフォーリーズ」によるミュージカル作品。
- 公演：2014年3月26日 - 30日（俳優座劇場）、7月27日（サンシティ越谷市民ホール）、2017年3月28日 - 31日（俳優座劇場）
- 出演：明羽美姫、大塚庸介、井上一馬、歌納有里、勝部祐子、堀内俊哉、大浴ちひろ、竹浪歩、田中愛実、吉村健洋、四條久美子、築出静夫
- 脚本・作詞・演出：ラサール石井
- 音楽：玉麻尚一
- 振付：明羽美姫
- 殺陣：野添義弘
- 舞台監督：岩戸堅一
- プロデューサー：土屋友紀子

### 人形劇
人形劇団ひとみ座による人形芝居。
人形芝居ゲゲゲの鬼太郎（1996年 - 2003年）
250地域・500ステージ以上の公演をし、2000年には北米、2001年には香港での公演を実施。
- 脚本、音楽：朝比奈尚行
- 人形美術：片岡昌、ほか

人形芝居ゲゲゲの鬼太郎 決戦!竜宮島（2010年 - 各地を巡演）
- 脚本：伊東史朗
- 演出：知念正文（劇団鳥獣戯画）
- 人形美術：片岡昌
- 舞台美術：乗峯雅寛（文学座）
- 音楽：佐藤謙一
- 照明：坂本義美（龍前正夫舞台照明研究所）

## ゲーム

### ゲームソフト
作品によっては原作、アニメ（3期、4期、5期）をベースにしている。
- ゲゲゲの鬼太郎（PC-8801・FM-7・X1、1985年、バンダイ）
- ゲゲゲの鬼太郎 妖怪大魔境（ファミリーコンピュータ、1986年、バンダイ）
- ゲゲゲの鬼太郎2 妖怪軍団の挑戦（ファミリーコンピュータ、1987年、バンダイ）
- ゲゲゲの鬼太郎 復活! 天魔大王（スーパーファミコン、1993年、バンダイ）
- ゲゲゲの鬼太郎 妖怪創造主現る!（ゲームボーイ、1996年、バンダイ）
- ゲゲゲの鬼太郎 幻冬怪奇譚（セガサターン、1996年、セガ）
- ゲゲゲの鬼太郎 妖怪ドンジャラ（スーパーファミコン、1996年、バンダイ）
- ゲゲゲの鬼太郎（PlayStation、1997年、バンダイ）
- 必殺パチンコステーションnow5 ゲゲゲの鬼太郎（PlayStation、2000年、サン電子）※パチンコの移植。
- ゲゲゲの鬼太郎 妖怪花あそび（Windows、2003年、アンバランス）
- ゲゲゲの鬼太郎 異聞妖怪奇譚（PlayStation 2、2003年、コナミ）
- ゲゲゲの鬼太郎 危機一髪!妖怪列島（ゲームボーイアドバンス、2003年、コナミ）
- ゲゲゲの鬼太郎 逆襲!妖魔大血戦（PlayStation、2003年、コナミ）
- ゲゲゲの鬼太郎 妖怪大運動会（Wii、2007年11月22日、バンダイナムコゲームス、開発：ベック〈チームアカネコ〉）
- ゲゲゲの鬼太郎 妖怪大激戦（ニンテンドーDS、2008年、バンダイナムコゲームス）
- ノロイカゴ ゲゲゲの夜（Steam・Nintendo Switch、2025年、東映アニメーション、開発：トイジアム）

### ブラウザゲーム
- ゲゲゲの鬼太郎 妖怪横丁（Yahoo!モバゲー、2013年。フジテレビ★プラネッツ、2016年。ゲソてん、2017年。mixi、2017年。ハンゲーム、2017年。TSUTAYA オンラインゲーム、2022年。ヤマダゲーム、2023年。いずれもフジテレビジョン）
- アメーバピグ「ゲゲゲの鬼太郎」エリア（アメーバピグ、2014年）
- ゲゲゲのケイバ（JRA、2018年）
- 『ゲゲゲの鬼太郎 妖怪横丁』スピンオフミニゲーム（Yahoo!ゲーム、2020年）
  - 鬼太郎 妖怪二角取り
  - 鬼太郎 ようがめ
  - 鬼太郎 妖怪けしけし
  - 鬼太郎 パタパタップ
  - 鬼太郎 妖怪ソリティア

### 携帯アプリ
- ゲゲゲの鬼太郎 地獄大決戦（講談社モバイルコンテンツ、2003年、スペースアウト）
- ゲゲゲの鬼太郎 妖怪お絵かきロジック（講談社モバイルコンテンツ、2007年、ナツメ）
- ゲゲゲの鬼太郎（フジテレビゲームセンターCX、不明、フジテレビ）
- ゲゲゲの鬼太郎 妖怪大魔境（バンダイコレクション、2007年、バンダイネットワークス）
- ゲゲゲの鬼太郎 全国妖怪大戦（GREE、2013年、ONE-UP）
- ゲゲゲの鬼太郎 妖怪横丁（Mobage、2015年、フジテレビジョン）
- ゆる～いゲゲゲの鬼太郎 妖怪ドタバタ大戦争（iOS/Android、2018年、ポノス）

### 関連・ゲスト出演作品
鬼太郎らが出演している作品のみ掲載する。
- 水木しげるの妖怪百鬼夜行（スーパーファミコン、1995年、ケイエスエス）
- 水木しげるの妖怪武闘伝（PlayStation、1997年、ケイエスエス）※鬼太郎は登場しないが砂かけ婆や子泣き爺が出演。
- 水木しげるの妖怪写真館（ネオジオポケット、1999年、SNK）
- ポップンミュージック アニメーションメロディ（PlayStation、2000年、コナミ）※ゲスト出演。2期をベースにしている。
- ポップンミュージックGB アニメーションメロディ（ゲームボーイカラー、2000年、コナミ）※ゲスト出演。2期をベースにしている。
- 水木しげるの新・妖怪伝（ゲームボーイカラー、2001年、プライムシステム）
- 妖怪花あそび（PlayStation、2001年、アンバランス）
- めっちゃ!太鼓の達人DS 7つの島の大冒険（ニンテンドーDS、2008年、バンダイナムコゲームス）※ゲスト出演。5期をベースにしている。
- 妖怪ウォッチ ぷにぷに（iOS/ Android、2015年、レベルファイブ）※2018年に期間限定イベントとしてゲスト出演。
- 妖怪ウォッチ4 ぼくらは同じ空を見上げている/4++（Nintendo Switch・PlayStation 4、2019年、レベルファイブ）※鬼太郎と目玉おやじがゲスト出演[39]。

## モバイルコンテンツ
- ゲゲゲの鬼太郎【花鳥風月篇】 時計付ライブ壁紙（Android向け）
- ゲゲゲの鬼太郎【浮世絵篇】 時計付ライブ壁紙（Android向け）
- HOME DECO鬼太郎きせかえ（Android向け）
- 鬼太郎Apps!（auスマートパス）
- ゲゲゲの鬼太郎（LINEスタンプ）
- ゆる〜いゲゲゲの鬼太郎（LINEスタンプ）

## パチンコ・パチスロ

### パチンコ
- CRゲゲゲの鬼太郎（2000年、藤商事）
- CRおいっ鬼太郎（2003年、藤商事）
- CRゲゲゲの鬼太郎3（2006年、藤商事）
- CRゲゲゲの鬼太郎 妖怪頂上決戦（2011年、藤商事）
- CRゲゲゲの鬼太郎 地獄からの使者（2013年、藤商事）
- CRゲゲゲの鬼太郎 墓場からの招待状（2014年、藤商事）
- Pゲゲゲの鬼太郎 獅子奮迅（2023年、藤商事）

### パチスロ
- ゲゲゲの鬼太郎（2000年、サミー）
- ゲゲゲの鬼太郎SP（2000年、サミー）
- ゲゲゲの鬼太郎 ブラック鬼太郎の野望（2014年、藤商事）
- スマスロ ゲゲゲの鬼太郎 覚醒（2024年、藤商事）

## 広告・CM
古い広告やCMも数多く存在するが、確認できる情報は極めて少なく、ほぼ記載できていない。
- マルハ（現・マルハニチロの一角） 商品CM「ゲゲゲの鬼太郎ソーセージ」（1986年 - 1季）

商品は、子供向けテレビ番組とのタイアップが多い同社の魚肉ソーセージのテレビアニメ『ゲゲゲの鬼太郎』（第3期）バーション。
- 森永製菓 商品CM「森永アイスバー ゲゲゲの鬼太郎」（1986年 - 1季）[40]

商品は、同社の棒状アイスクリーム「森永アイスバー」と『ゲゲゲの鬼太郎』（第3期）のタイアップ・バーション。
- 桃屋 商品CM「江戸むらさき ごはんですよ!」（2007年7月15日 - 2008年4月13日 - 2009年3月29日[41]）[42][43][44]

3年前から食育啓蒙活動に取り組んできた桃屋が、朝食離れの進む子供世代に向けてのプロモーション活動の一つとして企画した。このCMでは、三木のり平をモデルにした桃屋独自の名物キャラクターである「のり平」（声：小林のり一）と子供が大好きな鬼太郎たちがコラボレーションしており、ともに戦後（第二次世界大戦後）の昭和時代を長く生き抜いてきたキャラクター同士の共演となった。
第1弾は「鬼太郎と目玉おやじ」篇と「鬼太郎とネコ娘」篇。2007年（平成19年）4月1日に始まったテレビアニメ『ゲゲゲの鬼太郎』（第5期）の放送枠で、7月15日から訴求され始めた。桃屋の海苔佃煮「ごはんですよ!」が美味しすぎて、朝ご飯のおかずとして口にした鬼太郎・目玉おやじ・猫娘（アニメ画）が、丸眼鏡を掛けたコミカルなおじさん「のり平」の顔つきになってしまうというもの。このころ既に美少女キャラクター化がかなり進んでいた猫娘までもが"のり平顔"（頭のリボンと服は猫娘のまま）になってしまうのは、視聴者はもちろん、担当声優たちにとっても衝撃的であった。鬼太郎たちの顔がのり平に変化してゆく演出は、新技術のデジタル・ムーブメント（モーフィング）で表現された。
明くる2008年（平成20年）の4月13日から流され始めた第2弾「妖怪会議」篇は、第1弾が視聴者から好評を博し、他のキャラクターも見せてほしいという要望が多数寄せられたことに応える形で実現した。テレビアニメ『ゲゲゲの鬼太郎』（第5期）の放送枠に加えてテレビアニメ『ちびまる子ちゃん』の4月13日放送枠でも訴求されている。第1弾の3名に加えて、ねずみ男、砂かけ婆、子泣き爺、一反木綿、傘化け、河童の6名（後2名は端役）が出演し、のり平顔になっている。ねずみ男の「人間社会に今必要なものは…」という台詞で始まる「妖怪会議」篇は、「飽きたろう」と「鬼太郎」を掛けた「外食ばかりじゃ あきたろう」がキャッチコピーであった。
対象番組の終了後は、後継番組として2009年（平成21年）4月5日に始まったテレビアニメ『ドラゴンボール改』にコンセプトが引き継がれた。
- ネオファースト生命保険 商品CM「ネオdeいりょう」「ネオdeとりお」（2015年10月3日 - 1季）[45][46][47]

妻役で主役の二階堂ふみが『仮面ライダー』のショッカー戦闘員（夫役）とコラボしたシリーズ第1弾「ショッカーの妻（誕生篇）」「ショッカーの妻（治療篇）」に続くシリーズ第2弾として、目玉おやじが夫役で共演する「目玉のおやじの妻（誕生篇）」「目玉のおやじの妻（ノンスモーカー篇）」がオンエアされた。ずっとテレビを観ていて後ろ姿だけで台詞も無い鬼太郎はふたりの子供という設定。目玉おやじも鬼太郎もCG。時代設定は、花柄の炊飯器もある白黒テレビのころ。「ノンスモーカー篇」は、茶碗風呂に浸かっている時にまで煙草を吸うほどのヘビースモーカーであった夫が、鬼太郎が生まれてくるのをきっかけにキッパリとやめてくれた、そのような優しい夫の当時を妻が思い出すという話になっている。
- ZOZO 商品CM「ZOZOTOWN」（2015年10月14日 - 1季）[48][49][50][51]

「ゾゾゾの鬼太郎 登場篇」。ファッションECサイト「ZOZOTOWN（ゾゾタウン）」が約2年半ぶりに打ったCMで、「ゾゾ」と通称されるZZOTOWN側が、音の響きに通じるところがあってインパクトも十二分に期待できる「ゲゲゲの鬼太郎」にコラボ企画を持ち掛けて実現させた。ゲゲゲの鬼太郎ならぬゾゾゾの鬼太郎（隻眼ではなく、両眼を曝している）、ZOZO版のねずみ男（左右に長く真っすぐに伸びる鼻ピアスを付けている）、猫娘ならぬ猫むすめ（カーリーヘアーで、大きく上に伸びた真っ赤な髪飾りをしている）、ZOZO版の目玉おやじ（茶碗に乗って空を飛ぶ）、一反木綿、ぬりかべが登場するが、ゾゾゾの鬼太郎・ZOZO版ねずみ男・猫むすめは大島優子・浅野忠信・土屋アンナがそれぞれに扮している。他の3名はCG。大島は鬼太郎役に適う親しみやすさと知名度を、浅野と土屋はファッション性の高さを理由にキャスティングされた。『ゲゲゲの鬼太郎』の主題歌「ゲゲゲの鬼太郎」の「ゲ ゲ ゲゲゲのゲー」を「ゾ ゾ ゾゾゾのゾー」と言い換えたバーションが背景に流れるおどろおどろしい暗闇に紛れて浮遊霊たち（演じているのはバレリーナ）が輪になって妖艶に踊り、その中央から現れ出た主役の3妖怪が全面リニューアルした「ZOZOTOWN」アプリを紹介する。衣装は凝りに凝っており、鬼太郎の着る霊毛ちゃんちゃんこが全てビーズで仕立てられているほか、猫娘の衣装の刺繍とタッセルは手作りである。なお、水木プロダクション（あるいは水木しげる）が描いた「ゾゾゾの鬼太郎 登場篇」のイメージボードがある。
- 全国自治宝くじ 商品CM「ビンゴ5」（2018年1月20日 - 1季）[52]

「鬼太郎と目玉おやじ篇」「鬼太郎と砂かけばばあ篇」。1985年（昭和60年）から1988年（昭和63年）にかけて放送されたテレビアニメ『ゲゲゲの鬼太郎』（第3期）をベースにしているが、目玉おやじを担当していた声優・田の中勇はすでに亡くなっていたことから、2017年（平成29年）公開のアニメ映画『映画 妖怪ウォッチ シャドウサイド 鬼王の復活』で目玉おやじの声を担当した島田敏がキャスティングされた。
- 日本水産（ニッスイ） 商品CM「境港サーモン」（2018年03月末日 - 1季）[53]

ニッスイのグループ会社である弓ヶ浜水産（鳥取県境港市）が生産する養殖ギンザケ「境港サーモン」の販促で、テレビアニメ放送開始50周年を迎えた『ゲゲゲの鬼太郎』の妖怪たちがPRした。キャッチコピーは「おばけもおどろくおいしさ！」。
- 株式会社メタボリック 商品CM「イースト×エンザイムダイエット」（2018年6月24日 - 1季）[54]

2018年6月24日放送のテレビアニメ『ゲゲゲの鬼太郎』（第6期）第13話「欲望の金剛石! 輪入道の罠」それ以降で打たれたCM。同じ時期には、列車内広告に加え、同月の18日から24日まで、特大コラボ広告が地下鉄渋谷駅構内の各路線から田園都市線・JR線への連絡通路に設置された。
- 明治 商品CM「即攻元気ゼリー」（2018年半ば - 1季）[55]

栄養補給食品「即攻元気」シリーズとテレビアニメ『ゲゲゲの鬼太郎』のタイアップPR企画で、キャッチコピーは「元気が、きたろう。」。当該商品は2018年（平成30年）9月18日に発売された。CM第1弾では鬼太郎が紺色の背広姿（ネクタイはストライプ柄）のサラリーマン役で登場。第2弾では同じく鼠色の背広姿のサラリーマン役で当該商品のアンバサダーとしてねずみ男が登場し、当該商品を口にした途端イケメンに変身するというものであった。
- 明星食品 商品CM「チャルメラカップ」
  - 「ゲゲゲの鬼太郎 鬼太郎の香味醤油」および「ゲゲゲの鬼太郎 ねこ娘の旨辛味噌」（2018年10月22日直前 - 1季）[56]

テレビアニメ放送開始50周年を迎えた『ゲゲゲの鬼太郎』と、同じくロングセラーの「明星 チャルメラ」のコラボレーション記念商品のCM。縦型カップ麺「チャルメラカップ」の『ゲゲゲの鬼太郎』バージョンで、描き下ろしオリジナルパッケージ商品2種類を2018年（平成30年）10月22日に全国発売するのに合わせ、CMは直前から訴求され始めた。パッケージに描かれた猫娘は、第6期バージョンをメインに、過去5作品の各バージョンが網羅されていた。

## 派生漫画作品
他の作家による作品を記載。
墓場鬼太郎（竹内寛行版）
1960年から1962年に掛けて竹内寛行によって描かれたシリーズ。水木が続けていた『墓場鬼太郎』シリーズが金銭トラブルで中断した後に、版元の兎月書房は続編の執筆者に竹内寛行を起用。水木の紙芝居仲間だった竹内は1冊だけという約束で水木の承諾を得るが、最終的には第4巻から第19巻まで16冊発行される。水木は兎月書房に抗議するが、『墓場鬼太郎』は貸本誌の名前だから著作権侵害ではないとして物別れになる。一方で、水木は貧窮していた竹内に対しては一切抗議をせず黙認する。
竹内版のシリーズはねずみ男を即座に物語から退場させ、鬼太郎をヒロイックなキャラクターに修正するなど後の「ゲゲゲ」に通ずる要素も存在するが全体的にグロテスクで過激な描写が多いのが特徴で、絵が稚拙で魅力に欠けるという指摘もされているが、当時は一定の人気があったとされる。
| 出版社   | 発表年 | タイトル       | 発表誌       | 作者                        |
| -------- | ------ | -------------- | ------------ | --------------------------- |
| 兎月書房 | 1960年 | 鬼太郎と木猫娘 | 墓場鬼太郎4  | 原作・伊藤正美 画・竹内寛行 |
| 兎月書房 | 1960年 | 蜘蛛男と鬼太郎 | 墓場鬼太郎5  | 原作・伊藤正美 画・竹内寛行 |
| 兎月書房 | 1960年 | 地獄特急       | 墓場鬼太郎6  | 原作・伊藤正美 画・竹内寛行 |
| 兎月書房 | 1961年 | 東京旋風編     | 墓場鬼太郎7  | 原作・伊藤正美 画・竹内寛行 |
| 兎月書房 | 1961年 | 野獣咆哮編     | 墓場鬼太郎8  | 原作・伊藤正美 画・竹内寛行 |
| 兎月書房 | 1961年 | 妖狐の逆襲     | 墓場鬼太郎9  | 原作・伊藤正美 画・竹内寛行 |
| 兎月書房 | 1961年 | 地獄の古城     | 墓場鬼太郎10 | 作画・竹内寛行              |
| 兎月書房 | 1961年 | 戦慄の魔城     | 墓場鬼太郎11 | 作画・竹内寛行              |
| 兎月書房 | 1961年 | 凄惨底なし沼   | 墓場鬼太郎12 | 作画・竹内寛行              |
| 兎月書房 | 1961年 | （無題）       | 墓場鬼太郎13 | 作画・竹内寛行              |
| 兎月書房 | 1961年 | 畜生部落       | 墓場鬼太郎14 | 作画・竹内寛行              |
| 兎月書房 | 1961年 | 鬼群の乱舞     | 墓場鬼太郎15 | 作画・竹内寛行              |
| 兎月書房 | 1961年 | 氷結地獄       | 墓場鬼太郎16 | 作画・竹内寛行              |
| 兎月書房 | 1962年 | 首抜き魔人     | 墓場鬼太郎17 | 作画・竹内寛行              |
| 兎月書房 | 1962年 | 大東京の戦慄   | 墓場鬼太郎18 | 作画・竹内寛行              |
| 兎月書房 | 1962年 | 妖婆の逆襲     | 墓場鬼太郎19 | 作画・竹内寛行              |
ファミコン版 ゲゲゲの鬼太郎
1986年に『コミックボンボン』、および『コミックボンボン増刊号』に読み切り掲載された。作画がみやぞえ郁雄と、いしわた周一のものが存在する。ファミリーコンピュータ用ソフト『ゲゲゲの鬼太郎 妖怪大魔境』のコミカライズ作品。
無明童子
1987年から1989年まで『アニパロコミックス』で連載された、潮田弘子による鬼太郎ファミリーとヒルコ神との戦いを描いた二次創作。鬼太郎と猫娘は青年期の姿（後の実写劇場版と違い、服装も当時の若者風）になっている。
SFC版 ゲゲゲの鬼太郎
1992年に『コミックボンボン増刊号』に読み切り掲載された。みやぞえ郁雄による、スーパーファミコン用ソフト『ゲゲゲの鬼太郎 復活! 天魔大王』のコミカライズ作品。
パロパロ ゲゲゲの鬼太郎
1992年に『コミックボンボン』で不定期連載された、佐藤元によるパロディ作品。
地獄童子
1994年から1995年まで『月刊マンガボーイズ』で連載。原作は金田益実、作画は水木プロから独立した森野達也。『最新版ゲゲゲの鬼太郎』およびアニメ第3シリーズの『地獄編』に登場した地獄童子を主人公にした作品。単行本は全2巻。
ゲゲゲの鬼太郎 妖怪千物語
ほしの竜一によるシリーズ作品。2004年から2005年にかけて『コミックボンボン』で「ゲゲゲの鬼太郎R 妖怪千物語」として連載。2007年にアニメ第5シリーズに合わせて設定を変更した上で、題名の「R」の部分を外し「ゲゲゲの鬼太郎 妖怪千物語」として再開されるが、休刊により連載終了。その後、『テレまんがヒーローズ』などで「ゲゲゲの鬼太郎 新妖怪千物語」として再開されるが、2009年にアニメ第5シリーズ終了や掲載誌の休刊に伴い連載終了。単行本は『ゲゲゲの鬼太郎 妖怪千物語』全6巻（2004年版を第1部、2007年版を第2部とする）、『ゲゲゲの鬼太郎 新妖怪千物語』全3巻が発行された。大半の話は原作のエピソードをアレンジしたものになっている。
2018年の第6期アニメシリーズ開始に伴い、単行本が順次復刻され、講談社の『ゲゲゲの鬼太郎 総集編』にも水木しげるの原作漫画と一緒にセレクトされての収録となる。
ゲゲゲの鬼太郎 ねこむすめだニャン
2007年から2009年まで『たのしい幼稚園』で連載。アニメ第5シリーズの猫娘を主役にした幼年向けスピンオフ漫画作品。絵は東映アニメーション。
松本しげのぶ版
『別冊コロコロコミック』2018年6月号から2020年2月号まで連載された。単行本は全2巻。原作アレンジとオリジナルストーリーの比率はほぼ半々。

## 日本国外での展開
単行本は中国語『少年英雄鬼太郎』、英語『Kitaro』、タイ語『คิทาโร』、イタリア語『KITARO DEI CIMITERI』、フランス語『Kitaro le repoussant』、韓国語『게게게의 기타로』、スペイン語『KITARO』などが出版されており、テレビアニメはアニメ専門チャンネルなどを中心にアジアをはじめとする諸外国で放送実績がある。
漫画・アニメ共に台湾での人気が特に高く、2012年にはテーマパーク「ゲゲゲの鬼太郎 妖怪楽園」特別展が国外で初めて開催され、計45万人を動員した。一方、アメリカでは水木の戦争漫画や『のんのんばあとオレ』が評価されるも、鬼太郎はプロモーションの失敗により、英語版の存在が知られなかったため、現状では高い支持を得られていないと評されている。

## 関連事項

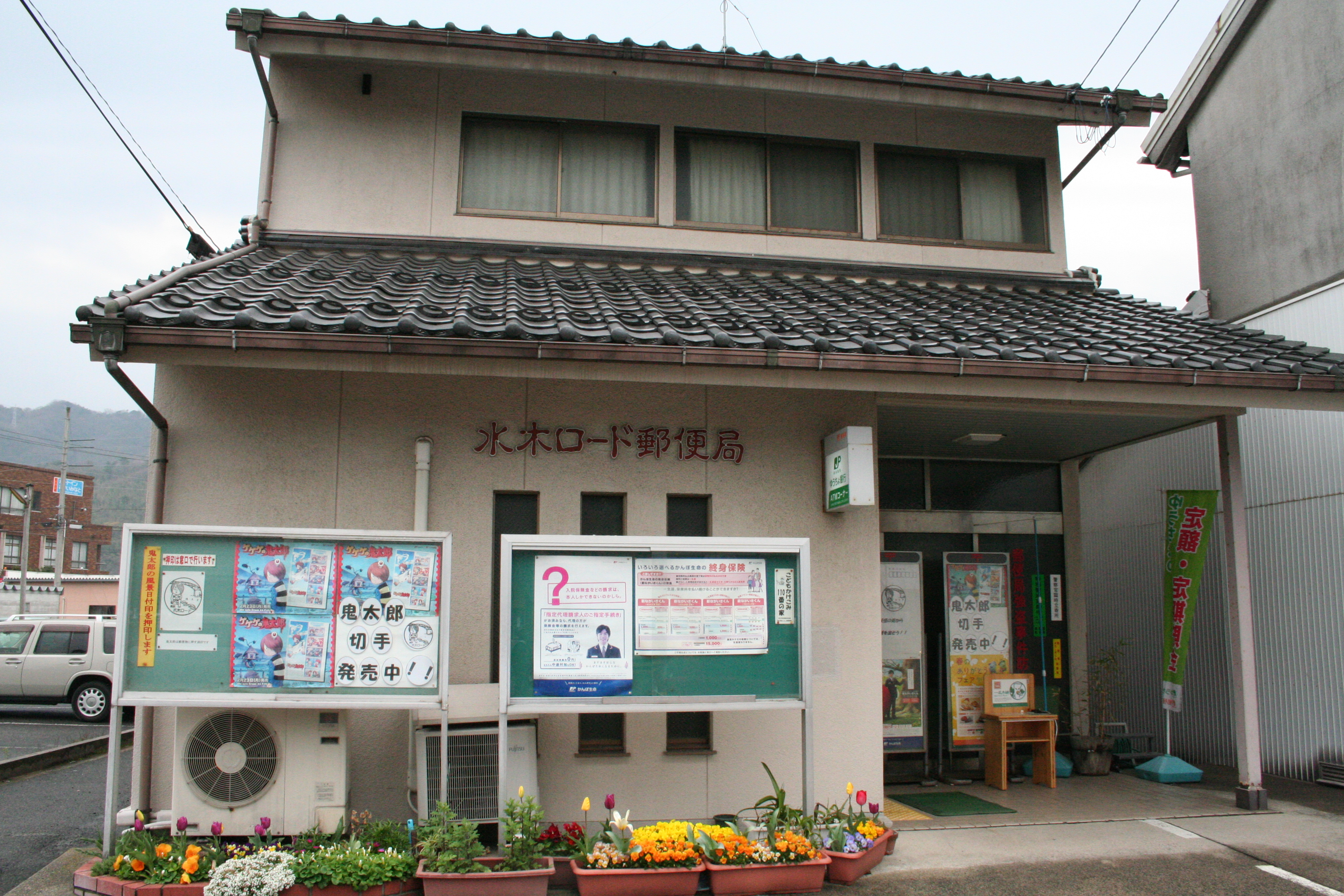
水木ロード郵便局

### 境港市関連
水木しげるロード
水木の故郷である鳥取県境港市の境港駅を出て東側に延びる商店街には「水木しげるロード」がある。ロードに沿って妖怪オブジェが並び、既存の郵便局を改称した「水木ロード郵便局」もある。境港市内に7か所ある郵便局で「ゲゲゲの鬼太郎」のキャラクターが入った風景印を押印することもできる。設置されている妖怪オブジェは、それでもかなりの数の86体であったが、主催者は目標を100体として1体100万円でスポンサーを公募し続け、2006年（平成18年）には目標を上回る120体にまで増えた。水木しげるロードの最終地点には「水木しげる記念館」も開設されている。
住民票
鳥取県境港市では、住民票などの用紙にゲゲゲの鬼太郎や仲間の妖怪のイラストを透かしで入れている。境港市以外の住民でも、住基ネットに接続している地方自治体に住民票を置いていれば、有料ながら、この用紙で住民票（正確には写しの交付）を取ることができる（申請時に運転免許証などの公的証明書が必要）。
また、東京都調布市役所では鬼太郎の住民票を無料で配布している。これは鬼太郎の現住所や本籍（鳥取県境港市という設定になっている）、住民となった年、ファッションなどが記載されており、希望者は調布市役所本庁舎または調布市役所神代出張所で1人何枚でももらうことができる。
鬼太郎列車と霊番ホーム
JR西日本境線の列車の一部には、鬼太郎たちがラッピングされており、これらは「鬼太郎列車」と呼ばれている。また、境港線の始発駅である米子駅の境港線ホームは「0番線」であるが、それをもじって「霊番ホーム」と表記されていた。しかし、2005年（平成17年）4月25日に発生したJR福知山線脱線事故を受けて、「多くの死傷者が出たのに『霊』の字は好ましくなく、事故関係者の心情に配慮する必要がある」との判断の下、同年5月に自主的に撤去された。JR西日本では当初、鳥取県や沿線自治体と共同で境線各駅に妖怪名の愛称をつけたり、妖怪にちなんだ装飾を駅に施す「妖怪路線化」事業を計画していたが、これについても「霊番ホーム」と同様の理由で当初予定していた2005年7月15日から11月3日に延期した。
鬼太郎バス
日本交通の高速バス（米子－大阪－京都－広島）・貸切バス、境港市のコミュニティバス「はまるーぷバス」で「鬼太郎バス」が運行されている。同じく、「鬼太郎バス」を称する調布市のコミュニティバスも存在する（下記参照）。
鬼太郎タクシー
わかとり交通（鳥取県境港市）で「鬼太郎タクシー」が運行されている。
鬼太郎フェリー
隠岐汽船（境港・七類-隠岐諸島）で「鬼太郎フェリー」が運航されている。
がいな鬼太郎 
「がいな鬼太郎石像」は、鳥取県境港市竹内団地209にある「大漁市場なかうら」（中浦食品グループ）の店先に建つ鬼太郎の石像である。2006年（平成18年）7月13日に建立された白御影石製で、鬼太郎の立体像としては日本一（世界一）大きい。総工費2000万円。「がいな鬼太郎」の「がいな」は伯耆地方（米子市など鳥取県西部）の方言で「大きな」「巨大な」を意味し、水木しげるによって命名された。像は名物の松葉がに（ズワイガニ）を左手に抱えた立像で、頭の上に立っている目玉おやじも含めた全高は7.7メートル、重さは約90トンある。鬼太郎の身長は6.5メートル、目玉おやじは1.2メートル。鬼太郎の脚のサイズは約80センチメートル。また、近くには等身大（全高172センチメートル）の「ねずみ男石像」もあり、握手ができる造りになっている。その後、がいな鬼太郎を足元の前に広がる敷地を利用して一反木綿がデザインされた。
ガイナーレ鳥取
2011年（平成23年）からJリーグに参入したJ2リーグのサッカークラブ。現在（2020年時点）はJ3リーグに降格中。鬼太郎とぬりかべがマスコットキャラクターになっている。脇役であるぬりかべが採用されたのは、サッカーのゴールキーパーのイメージに合っているからとのこと。
ゲゲゲの鬼太郎カード
山陰信販株式会社はクレジットカード「ゲゲゲの鬼太郎カード」を発行している。新設時期は不詳（※口コミ情報の古いものは2009年7月を確認できる）。

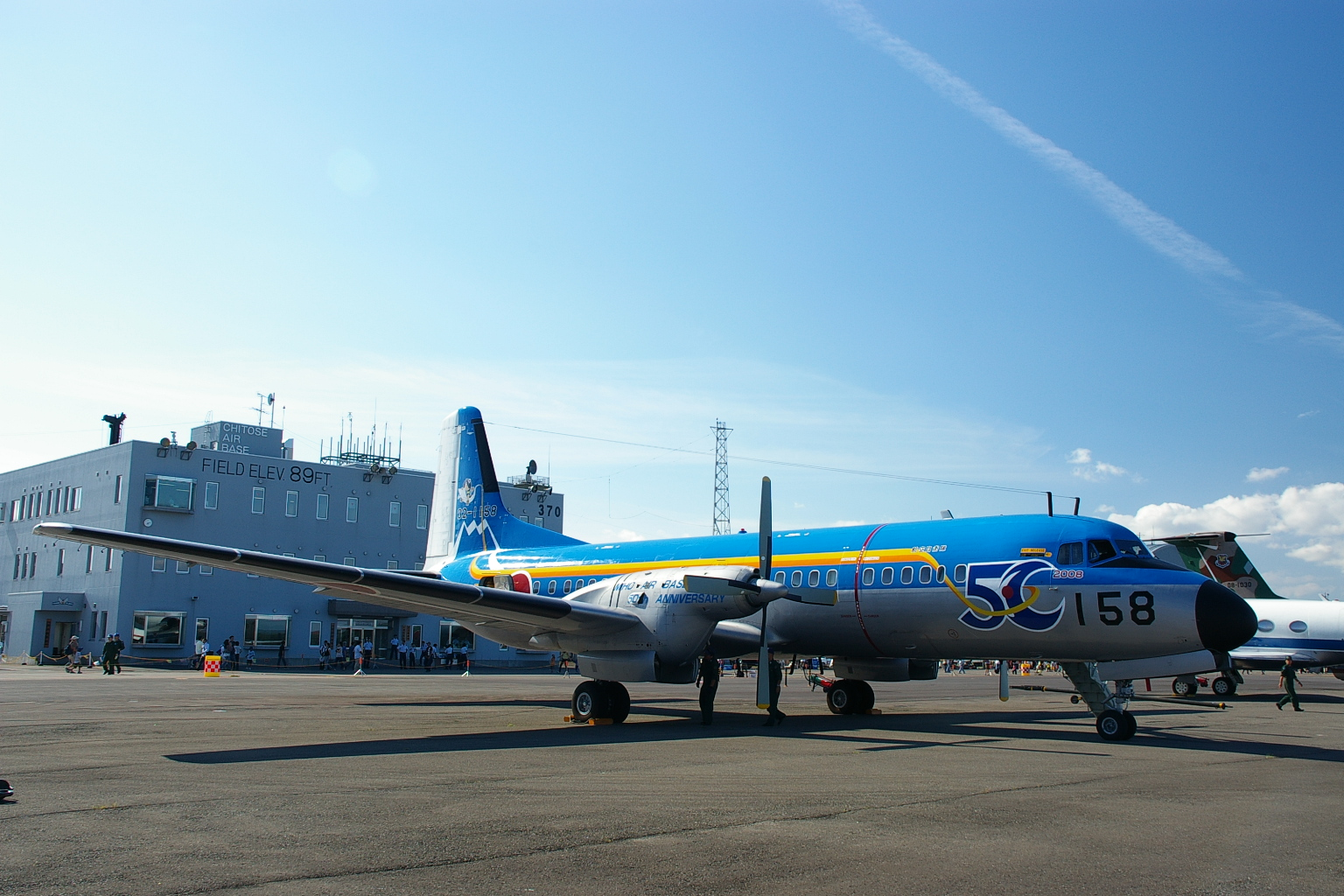
YS-11A 航空自衛隊航空支援集団第3輸送航空隊第403飛行隊 開庁50周年記念塗装 ゲゲゲの鬼太郎

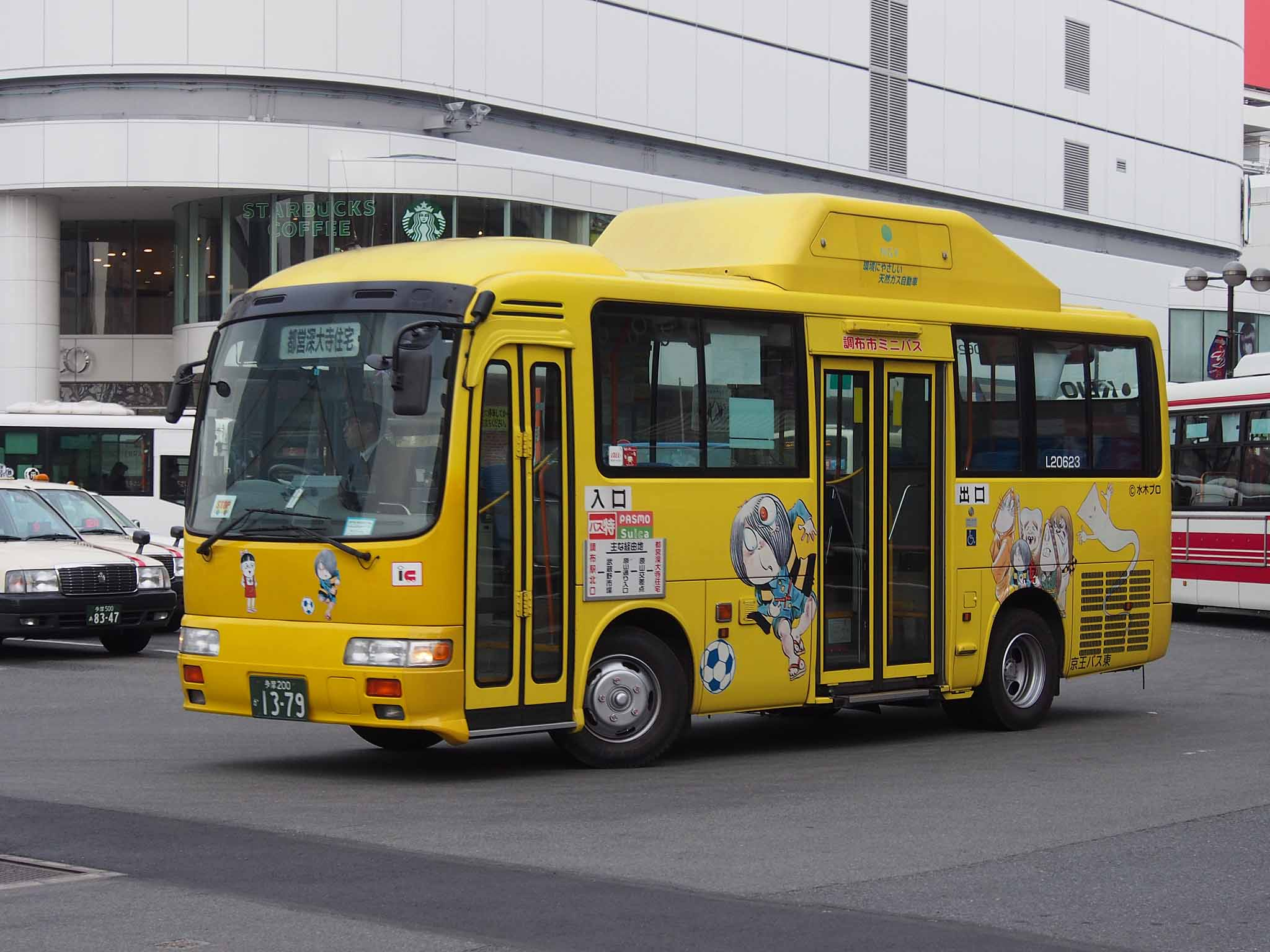
『ゲゲゲの鬼太郎』のキャラクターが描かれた、調布市ミニバス「鬼太郎バス」の車両（京王バス東・L20623）/ 2016年撮影。

航空自衛隊美保基地開庁50周年記念塗装機 
境港市に所在する航空自衛隊美保基地が開庁50周年を迎えた2008年度（平成20年度）、同基地に所属する3種3機の軍用機、C-1輸送機、YS-11A輸送機、T-400練習機の垂直尾翼に、本来の部隊マークに替えて、『ゲゲゲの鬼太郎』のイラストがデザインされることになった。水木プロは航空機用にデカールを作成し、同年4月15日、美保基地に贈っている。青い機体の胴部には大山（三保基地の南方にある名峰）の山容を表す幾何学模様が大きく描かれており、垂直尾翼付近にある山頂の上空を一反木綿に乗って鬼太郎と目玉おやじが飛んでいるデザインになった。同年の12月末日まで運用されることになるこれらの特別塗装機は、同年5月25日に開催される美保基地航空祭で一般公開された。
米子鬼太郎空港 
2010年（平成22年）4月26日より境港市の美保飛行場（米子空港）の愛称が「米子鬼太郎空港」になっている。同空港は、2006年（平成18年）ごろから利用促進懇話会と市観光協会共同で提唱し、キャンペーンを続けていた。
有限会社きさらぎ
1995年（平成7年）7月に有限会社きさらぎ（1954年創業。現・株式会社きさらぎ。本社所在地：境港市松ヶ枝町。）が、株式会社水木プロダクション（本社所在地：東京都調布市）と『ゲゲゲの鬼太郎』の著作権ライセンス契約を交わし、鬼太郎グッズの製造卸売を開始する。2003年には「鬼太郎茶屋深大寺店」を開店。

### 調布市関連
調布市ミニバス 鬼太郎バス
水木しげるゆかりの地、東京都調布市のコミュニティバス・調布市ミニバスには「鬼太郎バス」の愛称がつけられ、鬼太郎と鬼太郎ファミリーのイラストでラッピングされている。初めて描かれたのは2003年（平成15年）3月に運行を開始した東路線であった。現在は地域を走る3路線すべてのミニバスが「鬼太郎バス」になっている。仙川駅発着の鬼太郎バスは外装だけでなく、料金箱にも目玉おやじのステッカーが貼られている（一般車両で代走の場合あり）。
ゲゲゲの女房
2010年（平成22年）3月29日から放送されたNHK連続テレビ小説『ゲゲゲの女房』では、オープニング映像にアニメーションの鬼太郎やねずみ男などが登場している。また、作中での『ゲゲゲの鬼太郎』アニメ化のエピソードでは実際のアニメの映像が使用された。『ゲゲゲの女房』は調布市の調布駅や深大寺周辺などを舞台としている。
調布市市民課
2011年（平成23年）3月1日から、調布市市民課は住民票や戸籍謄本、印鑑証明などの証明書類を、目玉おやじをデザインした用紙で発行している。証明書改ざん防止機能の向上のため、特殊インクで目玉おやじのイラストが印刷してあり、「不正に目を光らせる」キャラクターとして採用された。

### 過去に実施
宝塚ファミリーランド
兵庫県宝塚市で阪急電鉄が経営していた遊園地で、いち早く鬼太郎をマスコットキャラクターとして扱っていた。毎年、夏毎に鬼太郎をテーマとしたお化け屋敷を開設し、遊園地の目玉としていた。また、その際テレビコマーシャルにオリジナルのアニメを作成し、アニメ版が第3期に入り、鬼太郎役とねずみ男役がそれぞれ戸田恵子と富山敬に交代した後も、初代の野沢雅子と大塚周夫を起用し続けた。2003年（平成15年）の閉園以降、関西でのテーマ屋敷の代替開催地は設けられていない。

### その他諸々
- 作中で度々登場するメガネの男（サラリーマン山田）は作者が世話になったという桜井昌一がモデル。大抵は大人であるが、子供で登場するときもある。
- 1968年（昭和43年）4月に帝都高速度交通営団の通勤形電車「営団6000系電車」がデビューする。この時点では鬼太郎と何の接点も無いが、『ゲゲゲの鬼太郎』が大ヒットすると、この鉄道車両が備える左右非対称の珍しい前面デザインが隻眼の鬼太郎を連想させることから、一時期ながら、「ゲゲゲの鬼太郎」という愛称で呼ばれるようになる[要出典]。
- 1990年（平成2年）4月1日に放送されたテレビアニメ『ちびまる子ちゃん』第13話「『まるちゃん遠足に行く（前編）』の巻」（脚本：石塚智子）の作中で「鬼太郎袋（きたろうぶくろ）」なる造語が飛び出す[80]。

主人公のまる子たち小学生が目的地まで観光バスに乗ってゆき、そのあと遠足（山登り）をする話の流れの中でいくつかの出来事が起こるという筋書きであったが、学校行事のバス旅行と言えば、乗り物酔いしやすい子供がゲロを吐く（嘔吐する）というのが、起こるべくして起こる恒例行事のようなアクシデントであった。そういった事態に備えて予め用意されるのが、いわゆる「エチケット袋」と呼ばれるポリ袋であるが、この話ではそのような子供は生まれなかった。問題はそこではなく、風邪を引いて鼻水を垂らしている男の子がいて、気になってしようのなくなったまる子が、よせばいいのにずっと見続けていると、乗り物酔いどころか普通に気持ち悪くなってきてしまい、それに勘づいた当の男の子が言ったのであった。「お前、顔色悪いぞー。まさか酔ったんじゃないだろうなー。鬼太郎袋持ってきたかー？」 これに、語り手（声：キートン山田）の冷静沈着かつ的確な補説が入る。「彼の言う鬼太郎袋とは、酔った時にみんなに迷惑をかけないための袋である。『ゲゲゲの』だから、そのように命名されたらしい」
人文系データベース協議会 (CDHJ) の『日本語俗語辞書』はこの語を昭和時代発の若者言葉として掲載しており、アニメ『ゲゲゲの鬼太郎』というタイトルや、主題歌の中の「ゲ ゲ ゲゲケのゲ～」というフレーズの「ゲゲゲ」を嘔吐の擬音に見立てて、ゲゲゲの鬼太郎と吐瀉物用の袋を紐づけた語であると解説している。ただし、『ちびまる子ちゃん』の（上記のエピソードの）中で命名されたとしながら、発生年代を「昭和」としているあたりで、情報の信頼性はやや低下する。また、「鬼太郎袋」について確認できる情報は乏しく、鬼太郎由来・まる子発の俗語としてどの程度普及していたのか、あるいは、普及しているのかは、確かめることが難しい。
- 2002年（平成14年）に日本のロックバンド・突然段ボールがアルバム『この世に無い物質』をリリース[82]。『ゲゲゲの鬼太郎』の作中に登場するさら小僧（※岸涯小僧をもとに水木しげるが創作した妖怪）の歌「ぺったらぺたらこ」をモチーフとし、幻の名盤解放同盟との共同企画をきっかけに生まれた、同バンドの代表作となっていた楽曲「ぺったら ぺたらこ ぺったっこ」が収録された[82]。
- 2005年（平成17年）4月1日に日本の若者の間で鬼太郎を真似た髪型「鬼太郎ヘアー」が流行しているとエキサイトニュースが報した[83]。この髪型は、前髪を伸ばして顔の前でアシンメトリー（非対称）に分けるスタイルを指す[83]という。目立った例を挙げるなら、香取慎吾・堂本剛・櫻井翔などのジャニーズ勢や、小栗旬・オダギリジョーなどの俳優たちがこの髪型をしている[83]らしい。小学館発行の女性向けファッション雑誌『Pretty Style（プリティ・スタイル）』の2005年4月号に「人気ヘアは鬼太郎ボブ&ボヘミアンウエーブ」という記事があり、エキサイトの記者は同誌の担当編集者・山本に取材している。山本が言うには、この髪型は前年（2004年）の冬から増えてきている[83]とのこと。同誌では2004年11月号から取り上げていて、この髪型の名前を何と呼ぶか考えた山本が「鬼太郎」にしたと証言している[83]。鬼太郎のバング（前髪）ということで当初は「鬼太郎バング」と名付けて記事にしていたが、春先になるとウェーブやカールなどでふわふわしたイメージのボブが増えてきたため、「鬼太郎ボブ」と呼び換えたという[83]。山本は、最初に始めたのは中島美嘉ではないかと話す[83]。いつも同じ髪型では物足りないと思っている今の若者は、アレンジしたり微妙なニュアンスを表現できる髪型を求めているのだというのが、山本の分析である[83]。
- 愛知県で2005年日本国際博覧会（愛・地球博）が開幕。開催期間中、会場内で木村光哉が「水木しげるのゲゲゲの森」という名の物品販売店を開いていた[84]。店舗面積は100平方メートル[84]。コンセプトは「アジアを中心に世界の妖怪グッズを提供するお店」[84]。なお、木村光哉というのは、のちに「妖怪舎」ブランドで知られる株式会社きさらぎの代表取締役社長となる人物である[85]。
- 2020年（令和2年）11月24日に東映アニメーション音楽出版株式会社が、ゲゲゲの鬼太郎ラベルの本格スコッチ・ウイスキー「GEGEGE WHISKY」を数量限定発売[86][87][88]。鬼太郎バージョン「KITARO」（オークニー15年熟成シングルモルト）とねずみ男バーション「NEZUMIOTOKO」（ウィリアムソン5年熟成ブランデッドモルト）があり、高いアルコール度数と潮風を感じる力強い香りが特徴の前者は頼もしいヒーローとしての鬼太郎を彷彿させ、一方で、強いピート香が特徴の後者は強烈な臭いを放つねずみ男を想起させるところが売りであるとのこと[86]。いずれも価格は2万円台[86]。

## 書籍情報
現在、絶版となっていないものを中心に表記。

### 文庫判
『決定版 ゲゲゲの鬼太郎』〈中公文庫〉全14巻
初めての読者にも手に取りやすいシリーズとして編まれた文庫。『少年マガジン』版、『少年サンデー』版、「新編ゲゲゲの鬼太郎」、「鬼太郎地獄編」などの主要シリーズを収めた全10巻のほか、『ガロ』版「鬼太郎夜話」、「鬼太郎の世界お化け旅行」、『週刊実話』版が続刊として刊行された。全集を除いた鬼太郎の書籍としては最も収録数が多い。箱入りの全巻セットも販売されている。
1. 妖怪大戦争・大海獣、2023年1月20日発行、ISBN 978-4-12-207314-2
2. 吸血鬼エリート・妖怪獣、2023年2月21日発行、ISBN 978-4-12-207331-9
3. 鏡合戦・妖怪軍団、2023年3月23日発行、ISBN 978-4-12-207347-0
4. 妖怪大統領・鬼太郎の誕生、2023年4月21日発行、ISBN 978-4-12-207360-9
5. 朧車・妖怪大裁判、2023年5月25日発行、ISBN 978-4-12-207373-9
6. 釜なり・ダイダラボッチ、2023年6月22日発行、ISBN 978-4-12-207385-2
7. 妖怪万年竹・煙羅煙羅、2023年7月21日発行、ISBN 978-4-12-207398-2
8. 小豆連合軍・豆腐小僧、2023年8月22日発行、ISBN 978-4-12-207411-8
9. 妖怪王将戦・こそこそ岩、2023年9月22日発行、ISBN 978-4-12-207424-8
10. 鬼道衆・鬼太郎地獄編、2023年10月24日発行、ISBN 978-4-12-207436-1

鬼太郎夜話(上)、2024年1月23日発行、ISBN 978-4-12-207476-7
鬼太郎夜話(下)、2024年1月23日発行、ISBN 978-4-12-207477-4
鬼太郎の世界お化け旅行、2024年2月22日発行、ISBN 978-4-12-207490-3
猫町切符、2024年3月19日発行、ISBN 978-4-12-207503-0
『少年マガジンオリジナル版 ゲゲゲの鬼太郎』〈講談社漫画文庫〉全5巻
『少年マガジン』初連載時のシリーズを、誌面からの復刻により雑誌掲載時のまま収録したもの（これまでの単行本では数話連続する物語の繋ぎの部分や広告の入った頁などが描き直されていた）。当時の特集記事なども巻頭にカラーで再録。
1. 2007年4月2日発行、ISBN 978-4-06-370436-5
2. 2007年4月2日発行、ISBN 978-4-06-370437-2
3. 2007年4月2日発行、ISBN 978-4-06-370438-9
4. 2007年5月11日発行、ISBN 978-4-06-370439-6
5. 2007年5月11日発行、ISBN 978-4-06-370440-2

『貸本まんが復刻版 墓場鬼太郎』〈角川文庫〉全6巻
貸本時代の作品を目次や表紙も含めて再編集し復刻したもの。
1. 2006年8月25日発行、ISBN 4-04-192913-X
2. 2006年9月25日発行、ISBN 4-04-192914-8
3. 2006年10月25日発行、ISBN 4-04-192915-6
4. 2006年11月25日発行、ISBN 4-04-192916-4
5. 2006年12月25日発行、ISBN 4-04-192917-2
6. 2007年1月25日発行、ISBN 978-4-04-192918-6

『水木しげるコレクション』〈角川文庫〉全5巻
「新ゲゲゲの鬼太郎」、「鬼太郎挑戦シリーズ」、「雪姫ちゃんとゲゲゲの鬼太郎」、「新編ゲゲゲの鬼太郎」などを抜粋して収録。五行思想に基づき順に土、金、水、木、火とテーマ分けされている。
1. 鬼太郎の地獄めぐり、1995年10月25日発行、ISBN 4-04-192902-4
2. ねずみ男とゲゲゲの鬼太郎、1995年10月25日発行、ISBN 4-04-192903-2
3. 雪姫ちゃんとゲゲゲの鬼太郎、1995年10月25日発行、ISBN 4-04-192904-0
4. ゲゲゲの森の鬼太郎、1995年11月25日発行、ISBN 4-04-192905-9
5. 天界のゲゲゲの鬼太郎、1995年11月25日発行、ISBN 4-04-192906-7

『鬼太郎国盗り物語』〈角川文庫〉全3巻
『コミックボンボン』などで連載された「鬼太郎国盗り物語」を収録。
1. 2007年4月25日発行、ISBN 978-4-04-192920-9
2. 2007年5月25日発行、ISBN 978-4-04-192921-6
3. 2007年5月25日発行、ISBN 978-4-04-192922-3

『ゲゲゲの鬼太郎 死神大戦記』〈角川文庫〉全2巻
1974年に学習研究社より「学研劇画文庫・日本の妖異」シリーズとして企画・刊行された描き下し作品。脚色は企画を担当した宮田雪。
上. 2007年8月25日発行、ISBN 978-4-04-192926-1
下. 2007年8月25日発行、ISBN 978-4-04-192927-8

『ゲゲゲの鬼太郎 青春時代』〈角川文庫〉
『週刊実話』連載の「続ゲゲゲの鬼太郎」を収録。これまでの単行本で未収録だった「幽霊家主」を含む全話完全収録。
2010年11月25日発行、ISBN 978-4-04-192930-8

『ゲゲゲの鬼太郎 スポーツ狂時代』〈角川文庫〉
『週刊実話』連載の「新ゲゲゲの鬼太郎 スポーツ狂時代」を収録。
2010年11月25日発行、ISBN 978-4-04-192931-5
『ゲゲゲの鬼太郎』全7巻〈ちくま文庫〉
初期の『少年マガジン』版、『少年サンデー』版を中心に収録。
1. 妖怪大裁判、1994年7月21日発行、ISBN 4-480-02881-1
2. 妖怪軍団、1994年7月21日発行、ISBN 4-480-02882-X
3. 妖怪大戦争、1994年7月21日発行、ISBN 4-480-02883-8
4. 妖怪獣、1994年7月21日発行、ISBN 4-480-02884-6
5. 妖怪大統領、1994年7月21日発行、ISBN 4-480-02885-4
6. 妖怪反物、1994年7月21日発行、ISBN 4-480-02886-2
7. 妖怪花、1994年7月21日発行、ISBN 4-480-02887-0

『鬼太郎夜話（全）』〈ちくま文庫〉
『ガロ』版「鬼太郎夜話」収録。
1992年7月23日発行、ISBN 4-480-02635-5

『鬼太郎のお化け旅行』〈ちくま文庫〉
『少年アクション』連載の「鬼太郎の世界お化け旅行」を収録。
1991年7月25日発行、ISBN 4-480-02542-1

『京極夏彦が選ぶ!水木しげるの奇妙な劇画集』〈ちくま文庫〉
様々な未収録劇画集。これまで単行本未収録だった『週刊実話』掲載「幽霊家主」、最後の鬼太郎シリーズ作品「鬼太郎霊団」を収録。
2001年6月6日発行、ISBN 4-480-03654-7

### 新書判
『ゲゲゲの鬼太郎』〈講談社コミックス〉全13巻
『少年マガジン』版と『少年サンデー』版を収録。『水木しげる漫画大全集』でデジタルリマスターされた原稿を使用。
1. 2018年5月発行、ISBN 978-4-06-512078-1
2. 2018年5月発行、ISBN 978-4-06-512080-4
3. 2018年6月発行、ISBN 978-4-06-512082-8
4. 2018年6月発行、ISBN 978-4-06-512083-5
5. 2018年7月発行、ISBN 978-4-06-512084-2
6. 2018年8月発行、ISBN 978-4-06-512085-9
7. 2018年9月発行、ISBN 978-4-06-512086-6
8. 2018年10月発行、ISBN 978-4-06-512087-3
9. 2018年11月発行、ISBN 978-4-06-512088-0
10. 2018年12月発行、ISBN 978-4-06-512075-0
11. 2019年1月発行、ISBN 978-4-06-512077-4
12. 2019年2月発行、ISBN 978-4-06-512079-8
13. 2019年3月発行、ISBN 978-4-06-512081-1

### 全集
『水木しげる漫画大全集』講談社
鬼太郎シリーズ全作品を収録。過去に改変・改稿されたページをデジタルリマスターで復元し、幼年誌や学年誌で連載された絵物語をはじめ、これまで単行本未収録だった作品も多数収録。
ゲゲゲの鬼太郎、全18巻
1. 2013年6月発行、ISBN 978-4-06-377511-2
2. 2013年12月発行、ISBN 978-4-06-377512-9
3. 2015年2月発行、ISBN 978-4-06-377542-6
4. 2015年3月発行、ISBN 978-4-06-377543-3
5. 2015年9月発行、ISBN 978-4-06-377544-0
6. 2017年1月発行、ISBN 978-4-06-377579-2
7. 死神大戦記 他、2015年7月発行、ISBN 978-4-06-377545-7
8. 鬼太郎の世界お化け旅行[全] 他、2015年10月発行、ISBN 978-4-06-377546-4
9. ゲゲゲの鬼太郎挑戦シリーズ 他、2016年1月発行、ISBN 978-4-06-377547-1
10. スポーツ狂時代 他、2016年4月発行、ISBN 978-4-06-377548-8
11. 大ボラ鬼太郎 他、2017年3月発行、ISBN 978-4-06-377580-8
12. 雪姫ちゃんとゲゲゲの鬼太郎 他、2017年9月発行、ISBN 978-4-06-377581-5
13. 2017年6月発行、ISBN 978-4-06-377582-2
14. 2017年7月発行、ISBN 978-4-06-377583-9
15. 鬼太郎地獄編 他、2017年8月発行、ISBN 978-4-06-377584-6
16. 鬼太郎国盗り物語[上]、2017年10月発行、ISBN 978-4-06-377585-3
17. 鬼太郎国盗り物語[下]、2017年11月発行、ISBN 978-4-06-377586-0
18. ベトナム戦記 他、2018年4月発行、ISBN 978-4-06-377587-7

『ガロ』版 鬼太郎夜話、全2巻
上. 2013年10月発行、ISBN 978-4-06-377509-9
下. 2013年11月発行、ISBN 978-4-06-377510-5
貸本版 墓場鬼太郎、全5巻
1. 2014年8月発行、ISBN 978-4-06-377508-2
2. 2018年1月発行、ISBN 978-4-06-377576-1
3. 2018年2月発行、ISBN 978-4-06-377577-8
4. 2015年12月発行、ISBN 978-4-06-377541-9
5. 2017年4月発行、ISBN 978-4-06-377578-5

『完全復元版 鬼太郎大全集』（eBookJapan） 全46巻
主要なシリーズ作品を網羅的に収録した電子書籍。ガロ版「鬼太郎の誕生」や、単行本化の際に縮小改稿されたガロ版「鬼太郎夜話」などを復元。

### その他の単行本
『鬼太郎のベトナム戦記』〈トクマコミックス〉
トクマコミックス「ゲゲゲのコレクション」の一冊。表題作の他、「蓮華王国」、「妖怪ロッキード」、「大ボラ鬼太郎」を収録。
2010年12月15日発行、ISBN 978-4-19-780482-5
『妖怪まんが 鬼太郎』〈小学館クリエイティブ〉
入門百科シリーズの復刻版。「鬼太郎の誕生」などをカラーで収録。
2006年12月発行、ISBN 4-09-220326-8

『妖怪まんが 鬼太郎の妖怪旅行』〈小学館クリエイティブ〉
入門百科シリーズの復刻版。「鬼太郎の世界お化け旅行」をカラーで収録。
1. 2007年4月発行、ISBN 978-4-09-220328-0
2. 2007年4月発行、ISBN 978-4-09-220329-7